# 相生橋
相生橋（あいおいばし）は、広島県広島市中心部を流れる本川（旧太田川）と元安川の分岐点に架かる、相生通りと広島電鉄が通る併用橋。全国的にも珍しいT字型の橋である。

## 概要
橋名の由来は、2つの橋が「相合う」ことから（詳細は下記歴史参照）。
原爆ドームと広島平和記念資料館を結ぶ橋の一つであり、その中で最も北に位置する。上流側に城南通り（広島市道中広宇品線）の空鞘橋、本川下流側に本川橋、元安川下流側に元安橋がある。東西方向（長手）に架かる橋は、相生通り（国道183号・国道261号）および広島電鉄本線が通る併用橋。南北方向（短手）に架かる橋は「連絡橋」と呼ばれ、長手の橋中央で二叉する。
明治初期に最初に架けられ、昭和初期から現在の形になる。広島市への原子爆弾投下の際には目標点とされた。被爆当日、この橋付近に居た人々がほぼ即死状態で大勢亡くなっており、元安川下流側で毎年8月6日夜に犠牲者を弔う灯篭流しが行われている。
現在の橋は1983年に架け直されたもの。旧国道54号筋で国土交通省が管理していたが、現在は広島市に移管している。

## 諸元
以下、東西（長手）方向を併用橋、南北（短手）方向を連絡橋と表記する。また旧河川名との混同を避けるため、現在の河川名である旧太田川を用いず通称の「本川」表記で統一する。
併用橋
- 路線名 : 相生通り[2]
  - 道路 : 国道183号/国道261号/広島市道天満矢賀線
  - 軌道 : 広島電鉄本線
- 橋長 : 123.35m[3]
- 全幅 : 41.00m[3]
- 幅員 : 40.0m（車道28.0m 歩道2@6.0m）[2][3]
- 支間長 : 26.95m + 28.65m + 33.65m + 32.60m[3]
- 橋種 : 4径間連続鋼鈑桁橋[3]
- 完工 : 1982年[3]（1983年竣工）
- 発注者 : 建設省中国地方建設局[3]
- 施工 : 上部工 川田工業・高田機工[3]

連絡橋
- 路線名 : 広島市道中2区1号線[2]
- 橋長 : 53m[4]
- 幅員 : 11m - 13m[2][4]
- 橋種 : 単純鋼床版箱桁橋[4]
- 完工 : 1980年[4]
- 発注者 : 広島市[4]
- 施工 : 上部工 石川島播磨重工業[4]

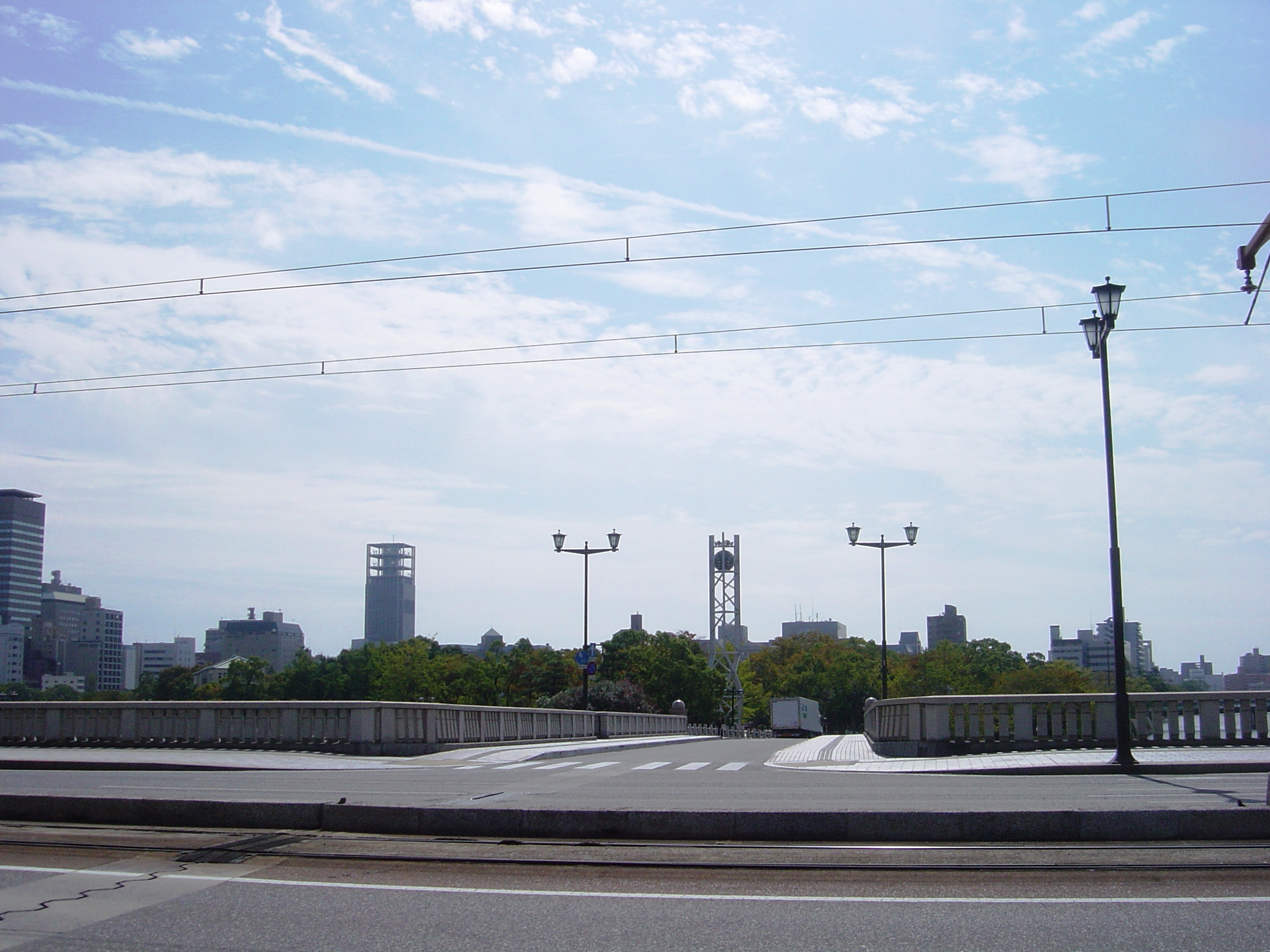
結合部を併用橋路面側から。手前が広電の軌道。
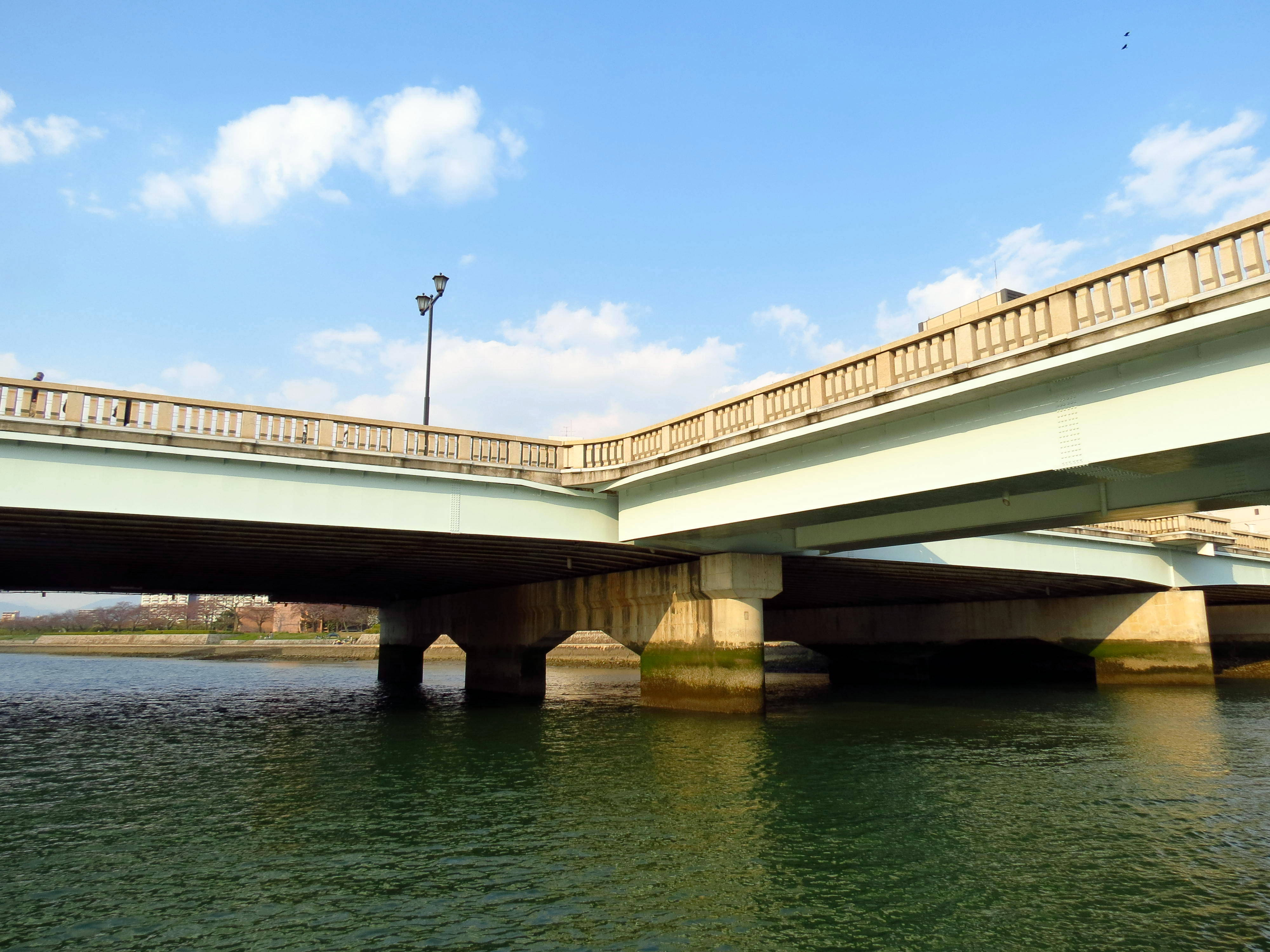
結合部を本川下流側から。

## 歴史

### 前史
この地は太田川下流域三角州地帯の中央を流れる本川と元安川の分流点にあたり、戦国時代以前には低地の砂地が広がる土地であった。
安土桃山時代、毛利輝元により広島城が築城されると城下町として発展した。城の南に本通りが整備され、ここより南に元安橋と本川橋が架橋される。江戸時代初期、福島正則により同地は治められることになり、正則により城下町の更なる整備が行われ主要交通ルートだった山陽道（西国街道）は本通りから元安橋と本川橋へ抜けるルートに変更された。また正則は城の西側を補強し、本川を西側の外堀と位置づけて整備した。のち福島氏は転封され、代わって浅野長晟が入城し以降明治時代まで浅野氏により城下は治められることになる。
つまり近世までこの地は広島城の外郭南西端であったこと、更に防犯上の理由により架橋規制が行われていたことから、ここには橋はかけられなかった。城の南西端、現在の相生橋東詰は「櫓下」と呼ばれた。江戸後期の城下を描いた『芸州広島図』には、櫓下に大雁木があり、その前に渡し場があったことが確認できる。
こうした状況は明治時代に入ると、廃藩置県により規制はなくなったため市内の架橋は自由に行われることになる。

### 架橋
1878年（明治11年）7月、この付近の富豪ら有志により、猿楽町（現在の紙屋町）から中島町の北たもとの通称「慈仙寺鼻」（本川と元安川分岐の中洲頂点部）を経由し鍛冶屋町（現在の本川町）を結ぶ、"くの字型（V字型）"の木橋が架けられた。当時、2つの橋が相合う様から「相合橋」と名がついた。渡るときにその富豪が金銭を徴収したことから別名「銭取り橋」とも言われた。
当時広島一の繁華街であった中島町をこの橋が繋いだ。交通の要衝として、西方向から当時広島城敷地内にあった広島鎮台（のち第5師団）や西練兵場を結ぶ重要な橋となった。市内に水道が普及していなかったこの当時、慈仙寺鼻には"川水会社"という河川水を組み上げてろ過し上水として供給していた団体が存在していた。
1894年（明治27年）、民間から広島市へ移管され以降無料開放される。同年7月日清戦争が始まり明治天皇が広島に行幸、臨時の大本営である広島大本営が広島城内に設置されている。
この相合橋が現在の相生橋に改名した時期は不明。1899年（明治32年）広島県庁編『広島臨戦地日誌』では「相合橋」表記が用いられていること、1913年（大正2年）吉田直次郎編『広島案内記』では「相生橋」表記であることから、少なくとも1900年代初頭には現名が用いられている。また「東相生橋」「西相生橋」と東西で別個表記されていた資料もある。

### 併設→H型→T型
1904年（明治37年）豪雨により落橋した。
1912年（大正元年）、広島城の外堀を埋め立てその上に相生通りが整備され、同年11月広島駅から紙屋町を経由し相生橋まで伸びる広島電気軌道（現広島電鉄本線）が開通すると、くの字型の木橋のやや上流（現在の併用橋の位置）に木橋の電車軌道専用橋が併設された。

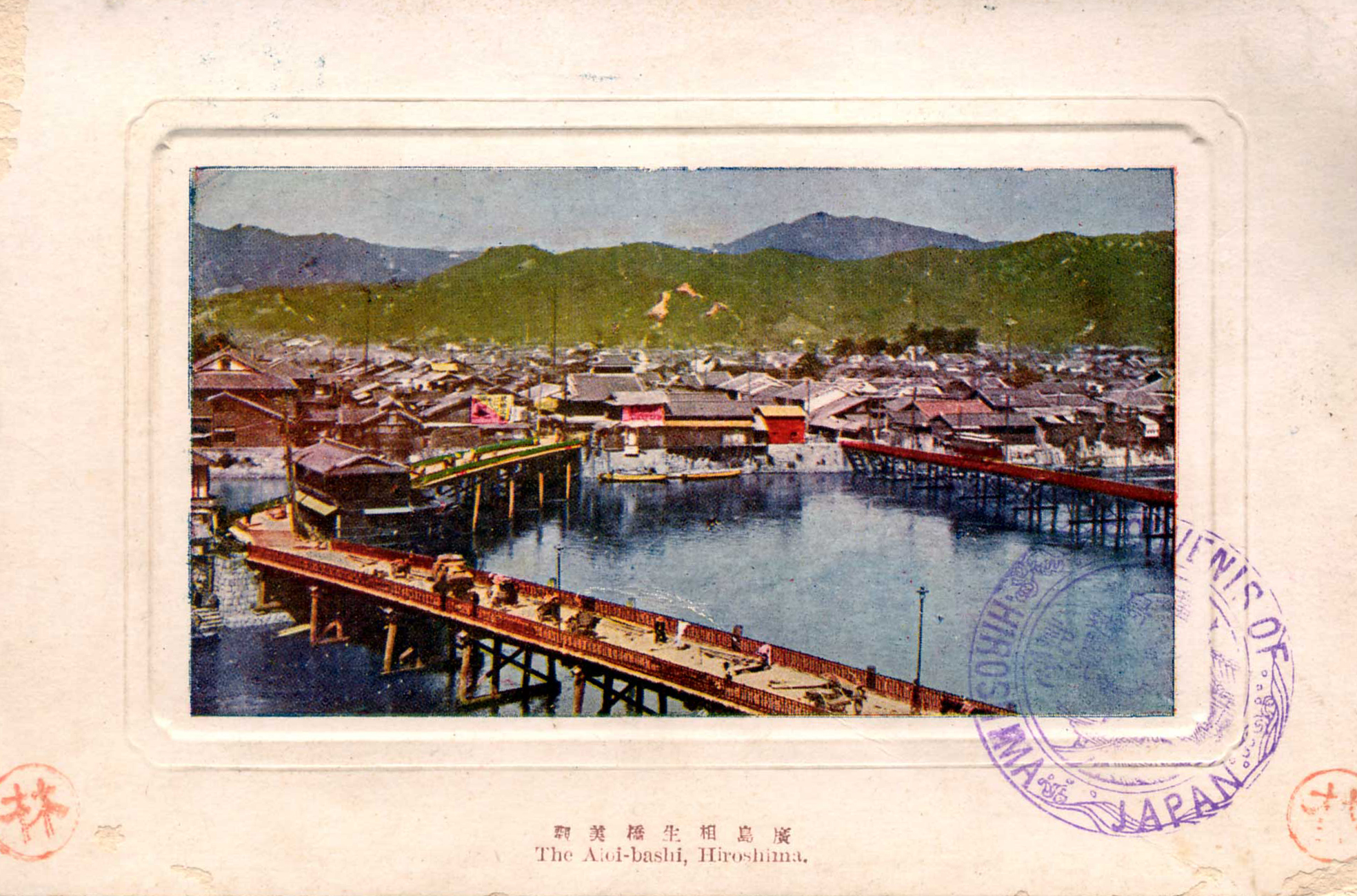
大正時代。くの字型の相生橋と電車橋が併設している。
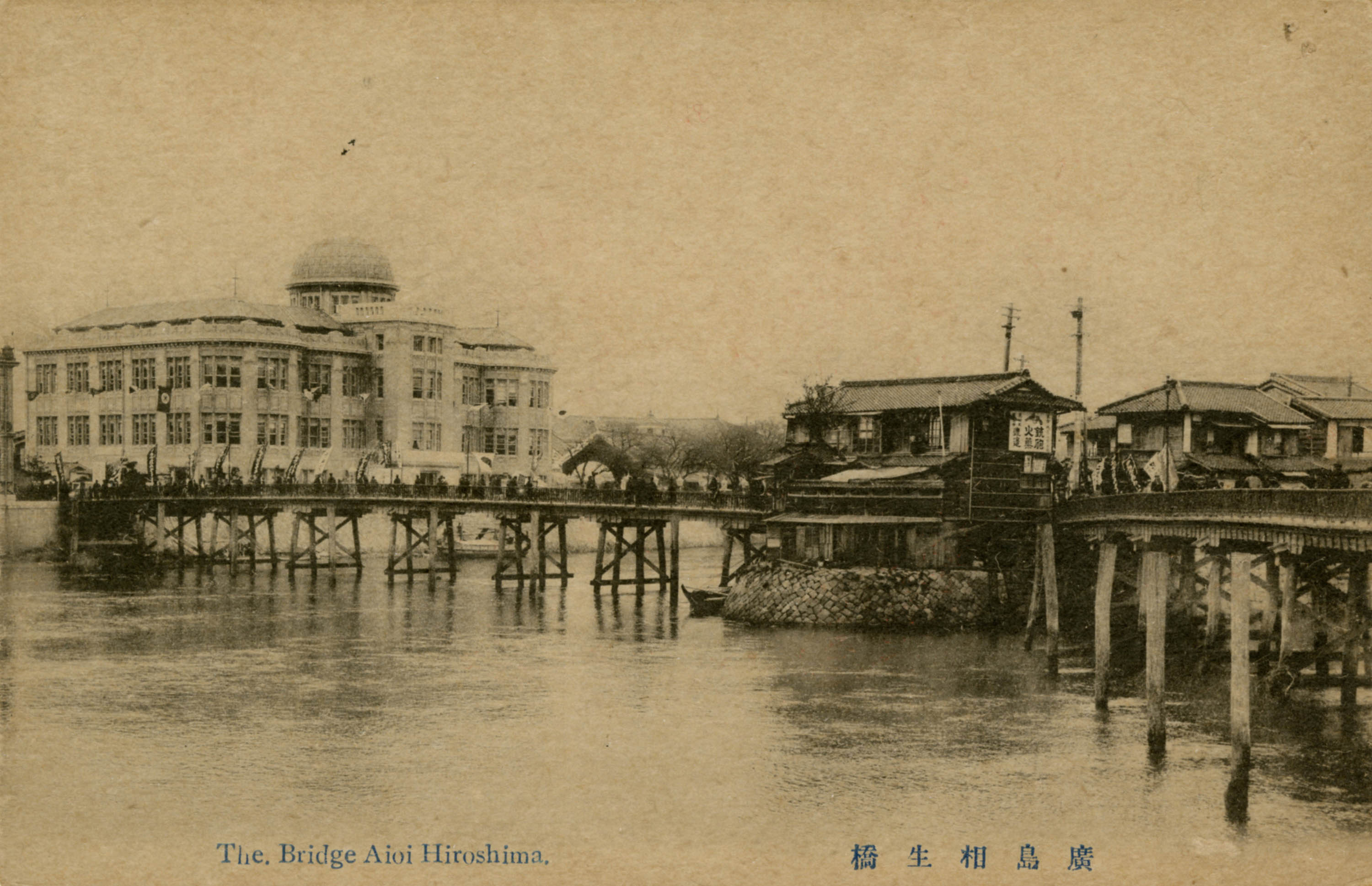
大正時代
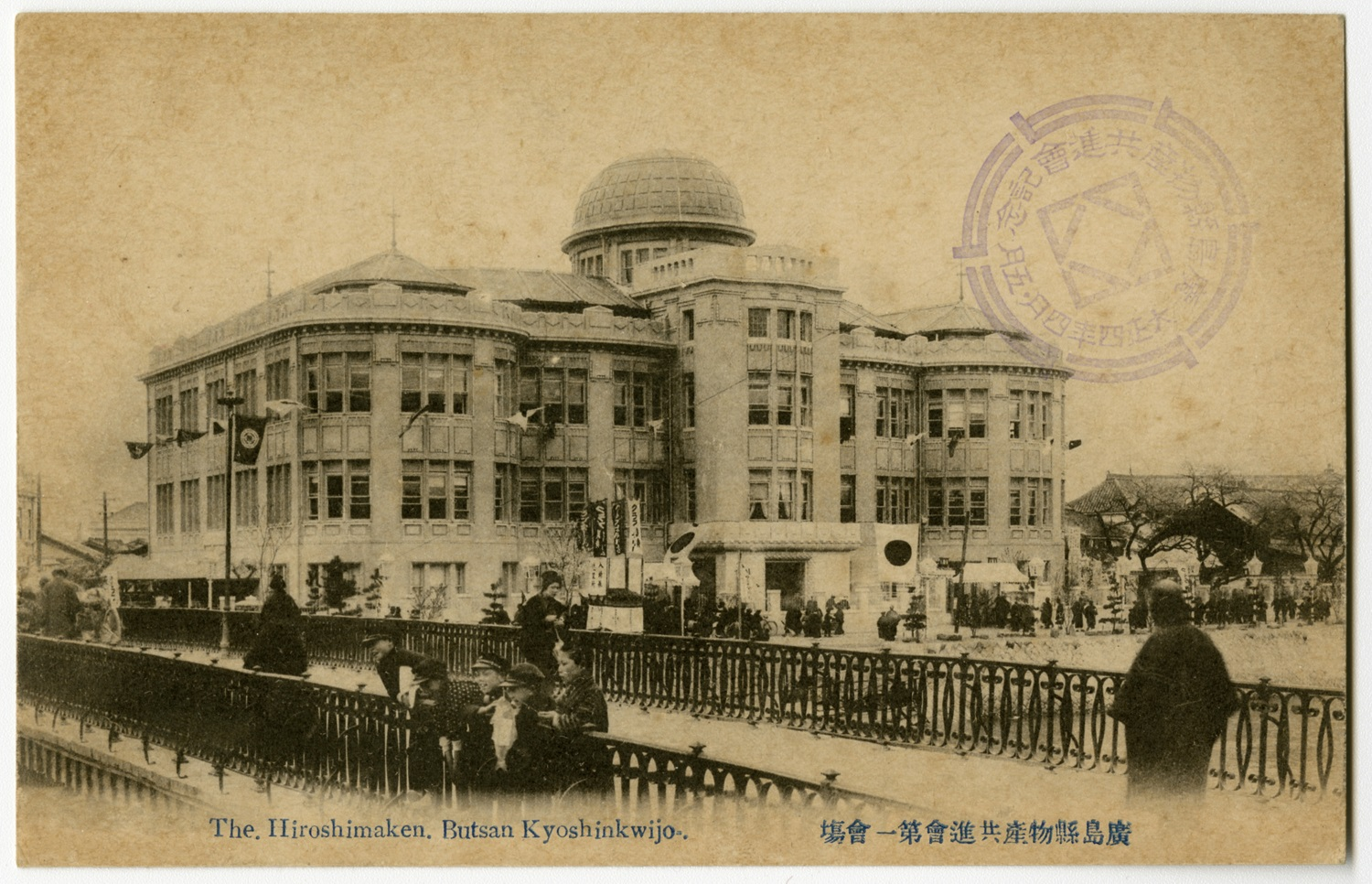
1915年（大正4年）広島県物産陳列館竣工時
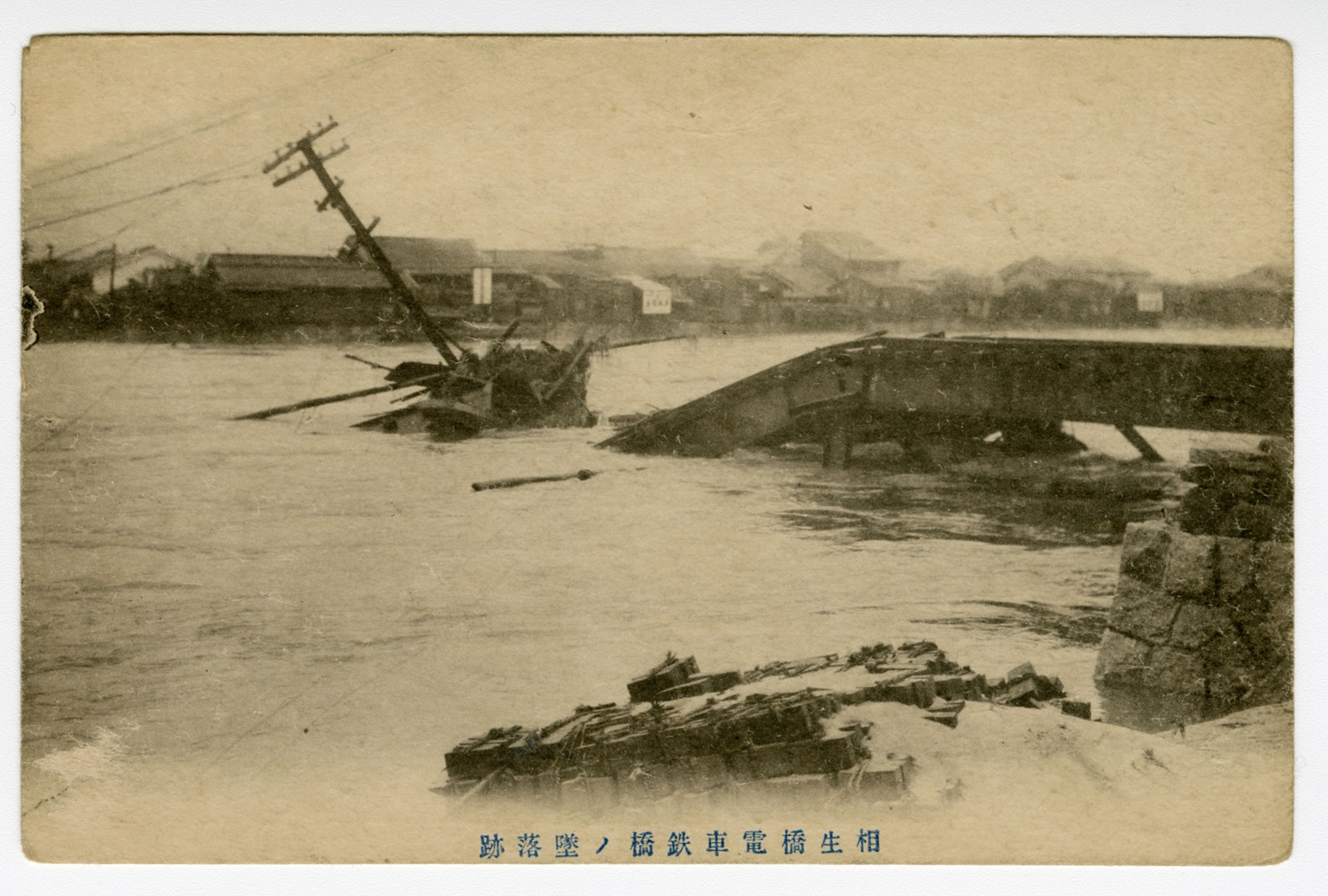
1919年の洪水で落橋した電車橋

1919年（大正8年）7月、大規模な洪水が市内全域を襲い、相生橋は上流側の電車橋とともに落橋してしまった。その後、双方の相生橋は架け直された。のち旧都市計画法が広島市にも適用され、近代的な都市基盤整備が計画された。この中で相生通りを13間半（約24.5m）拡幅し広電の複線化、そして相生橋電車橋も同様に拡幅し近代的な技術を導入し永久橋化することが決まった。
|      | 併用橋            | 連絡橋            |
| ---- | ----------------- | ----------------- |
| 橋長 | 120.968m          | 62m               |
| 幅員 | 22m               | 7.3m              |
| 橋種 | 7径間連結鋼鈑桁橋 | 4径間連結鋼鈑桁橋 |

1932年（昭和7年）、国道2号筋の橋として鋼鈑桁の道路・軌道併用橋に架け直された。工事は広島県によるもので、総工事費は昭和7年時点で246,864円（27万円とも）、うち6万円を広電が負担している。
1934年（昭和9年）、併用橋から慈仙寺鼻に向かって鋼鈑桁の連絡橋が完成、従来の相生橋と合わせて「H字型」の橋となった。1938年（昭和13年）4月から木橋の撤去を開始、1940年（昭和15年）に完了し、現在の「T字型」となった。

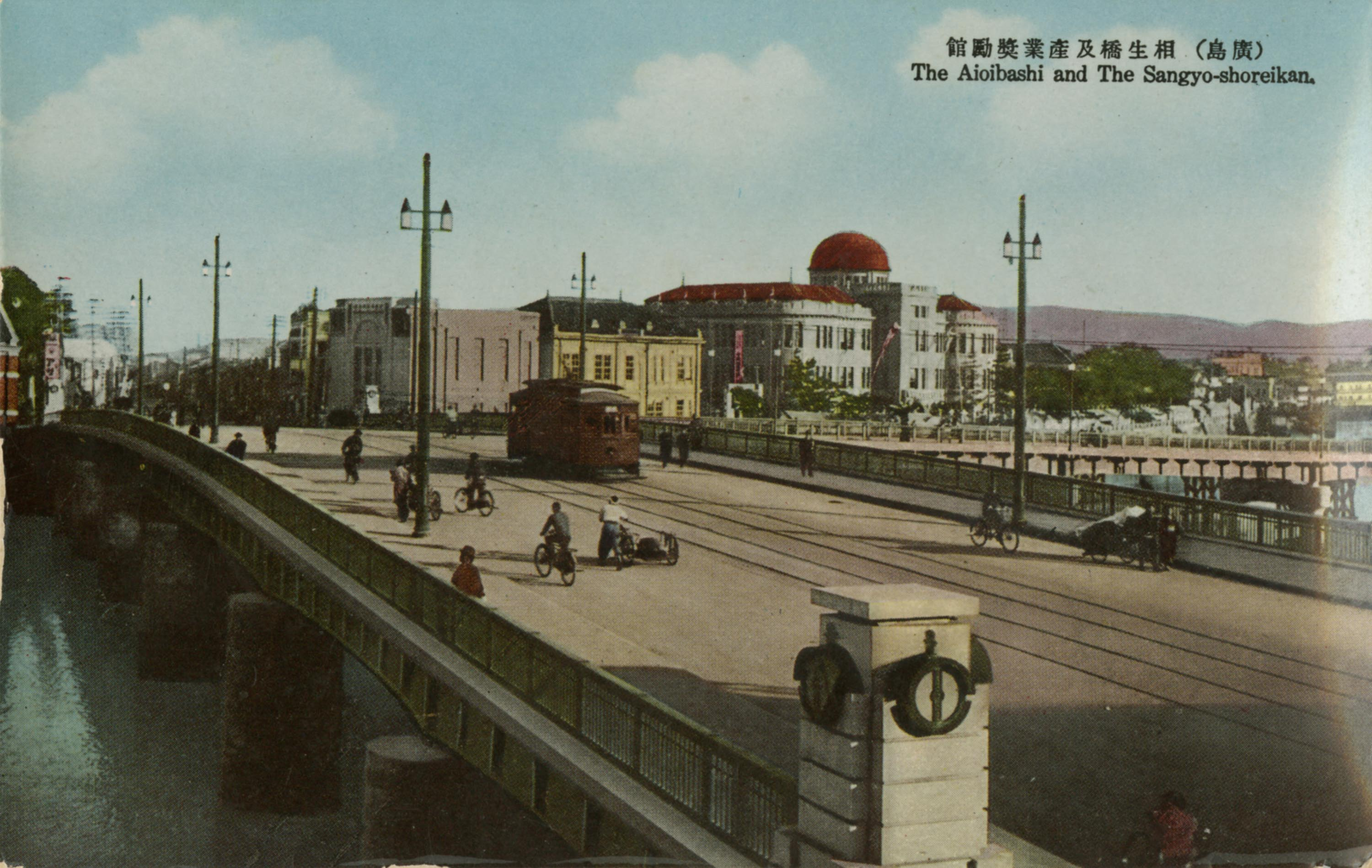
昭和初期。H字型時代（旧橋の橋脚が見える）。当時の欄干は鋼製であった。
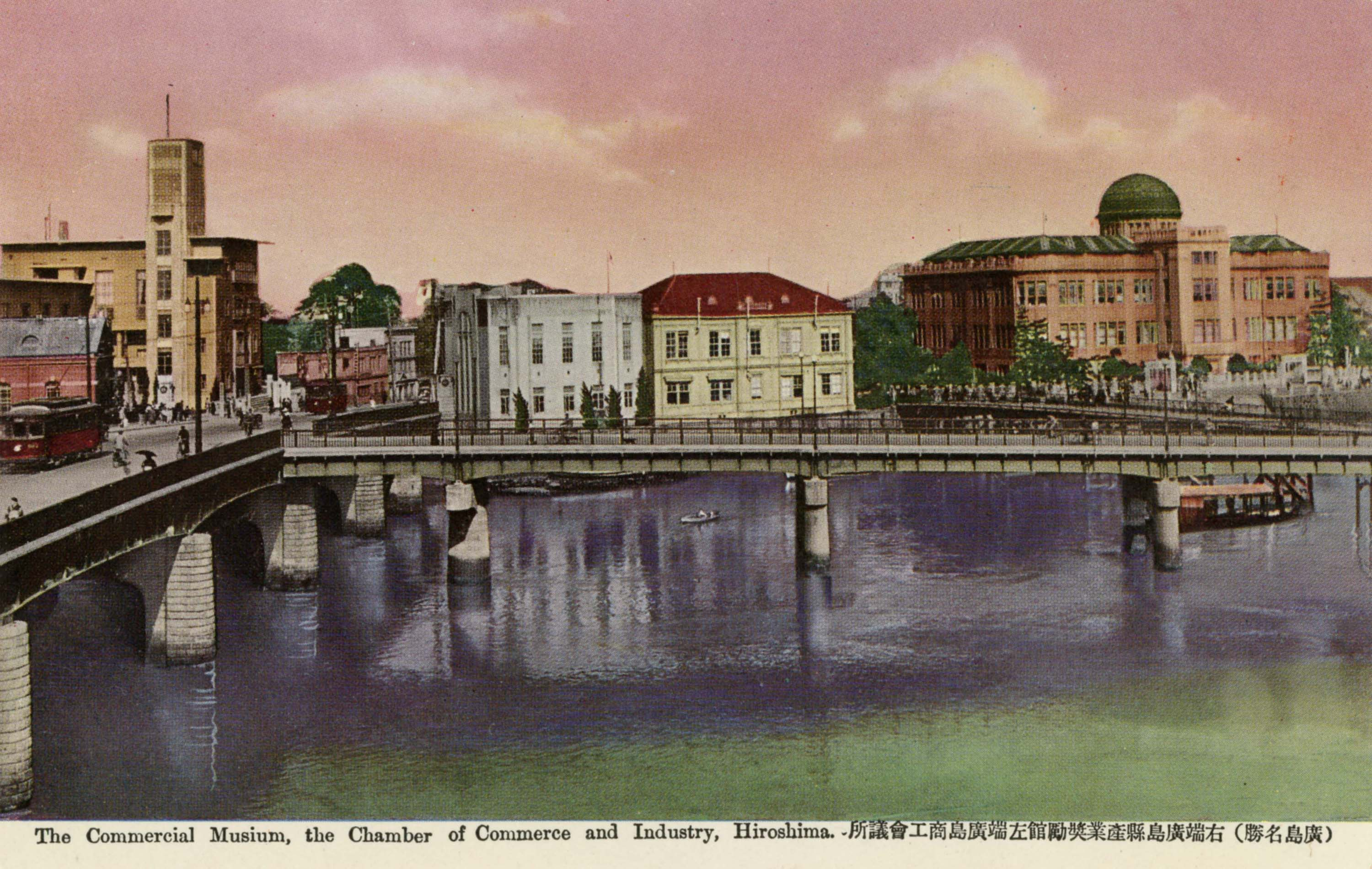
H字型時代（旧橋の橋脚が見える）。

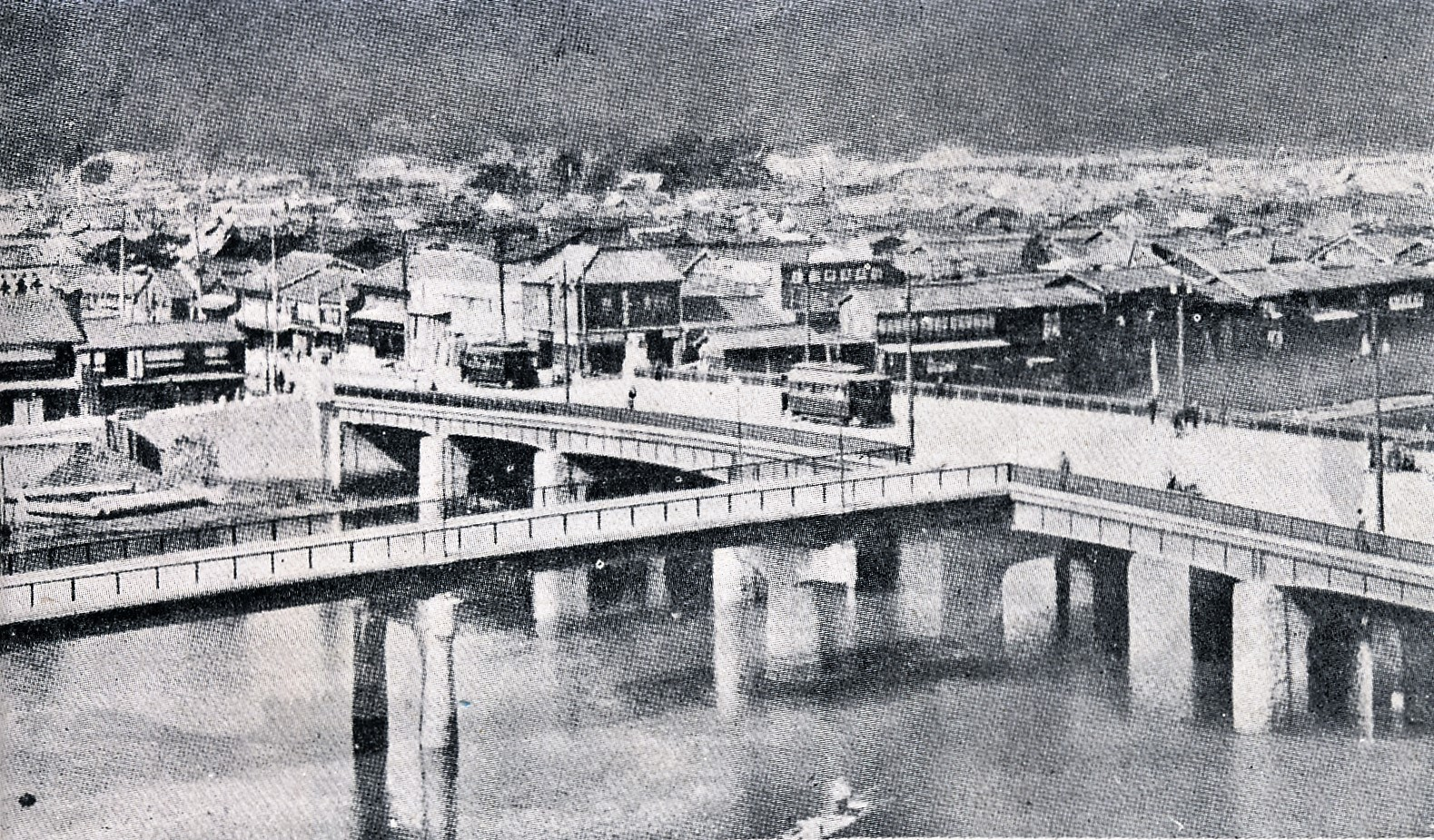
最終型のT字型

なお竣工当時、親柱は石製だったが、欄干や橋上の街燈は鋼製であった。被爆時の欄干は鉄骨鉄筋コンクリート造である（下記参照）ことから、のちに何らかの理由により代えられたことになる。
南側に広がる中島本町は、幕末から明治・大正初期へかけて市内でも有数の繁華街であったが、大正中期に入ると繁華街の中心が市の東部へ移りはじめたので、往年の盛り場の雰囲気はなくなり、木造平屋の民家が広がる庶民的な街となった。このころ、橋の東詰には産業奨励館（現原爆ドーム）や広島護国神社、広島商工会議所・日本赤十字社広島支部や広電櫓下変電所、西詰には本川国民学校（現広島市立本川小学校）が存在していた。
一方で東北方向には広島城を中心に中国軍管区司令部など陸軍施設が密集し、"軍都広島"の中心地があった。

### 被爆
相生橋のT字型という特徴は上空からも非常に目立つことに加え、主要軍事施設近くということから、原爆投下の際に目標点とされた。
1945年（昭和20年）8月6日、この橋を目印として原子爆弾リトルボーイが投下され島病院上空の高度550mで爆発した。相生橋はそこから約300mに位置した。
この付近にいた人間は、高熱線を浴び衝撃波によって吹き飛ばされ多数が即死した。橋の周辺は火と煙が充満し壊滅状態で凄惨を極め、後には火熱から逃れ川まで避難してきた被爆者が力尽きて息絶えた死体が累々と横たわった。橋の下では流されてきた死体によって水面も見えないほどであった。
この際、相生橋は落橋から免れたうえに何とか通行出来る状況であったことに加え、下流側の本川橋が渡れない状況であった。爆心下の大手町や国泰寺町・中島町で奇跡的に生き残った被爆者は風向きの関係から多くが西や南へと逃げ、この橋を渡って西部あるいは北部へと避難路を求めた。中島町の燃料会館（現広島市レストハウス爆心地から約170m）地下にいたため負傷を免れた野村英三は、そこから北進し連絡橋を渡り西へ逃げている。
福屋百貨店（爆心地から約710m）付近で被爆したとされる第二総軍教育参謀中佐の李鍝は、この橋付近で倒れていたところを発見された。その後彼は軍属により本川橋西詰近くの防空壕に一時的に運ばれ、陸軍船舶兵（暁部隊）に船艇で拾われ似島検疫所まで運ばれたが、翌7日午後4時過ぎに絶命した。
中国軍管区司令部や西練兵場で被爆した兵士は、火熱を逃れこの橋上流側の本川の堤防までたどり着いたが、そのまま力尽きたり、あるいは北へ逃げていった。被爆翌日にこの橋付近にあったアメリカ人捕虜の死体は多数の日本人に目撃され、その後葬られ原爆供養塔に遺骨が納められた。
なお被爆時に橋上に電車は通行していなかった。当時市内電車の電源を操作していた東詰の煉瓦造の櫓下変電所は全壊、変電所で作業していた7人は即死している。
同日夜から翌7日まで暁部隊が出動し、この橋付近の負傷者を臨時救護所となった本川国民学校や他の臨時救護所へ移送していった。この橋東詰は通行に困難な状況であったが被爆同日から瓦礫撤去作業が行われている。同月8日から15日にかけて周辺の河原で死体処理作業が行われた。
被爆後に来広した政府の原爆調査団は、元安橋と相生橋の被害状況から爆心地の特定を行った。

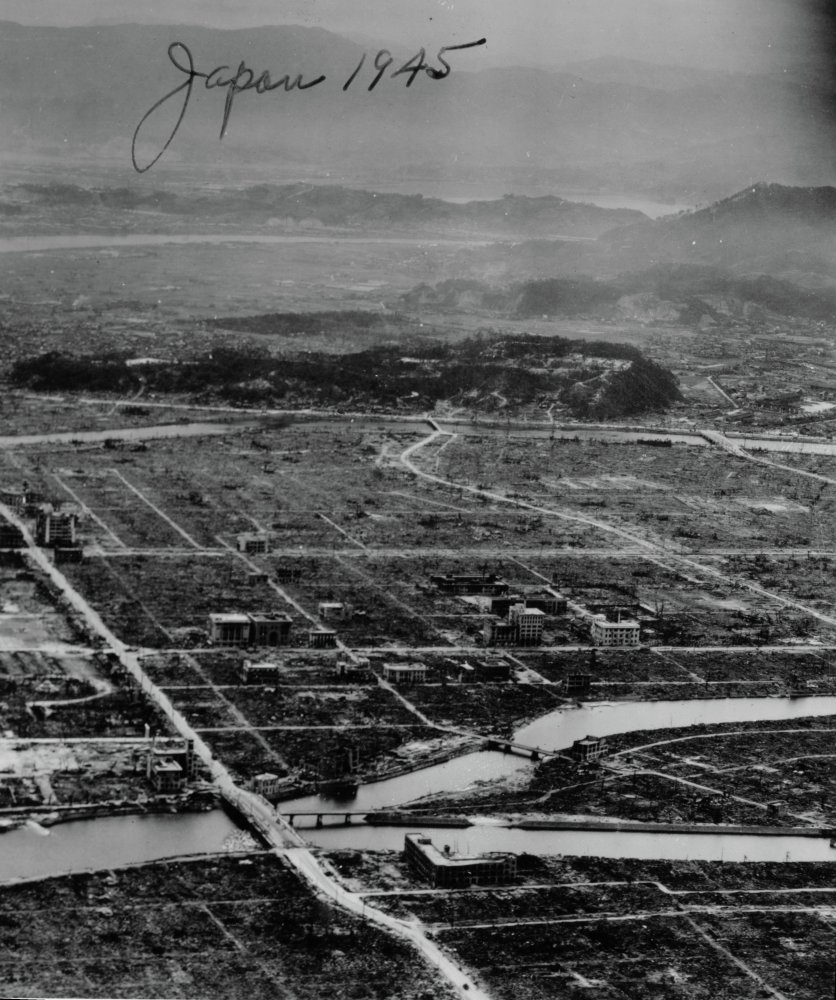
現在の中区寺町・広瀬から東方向を望む。手前が相生橋。
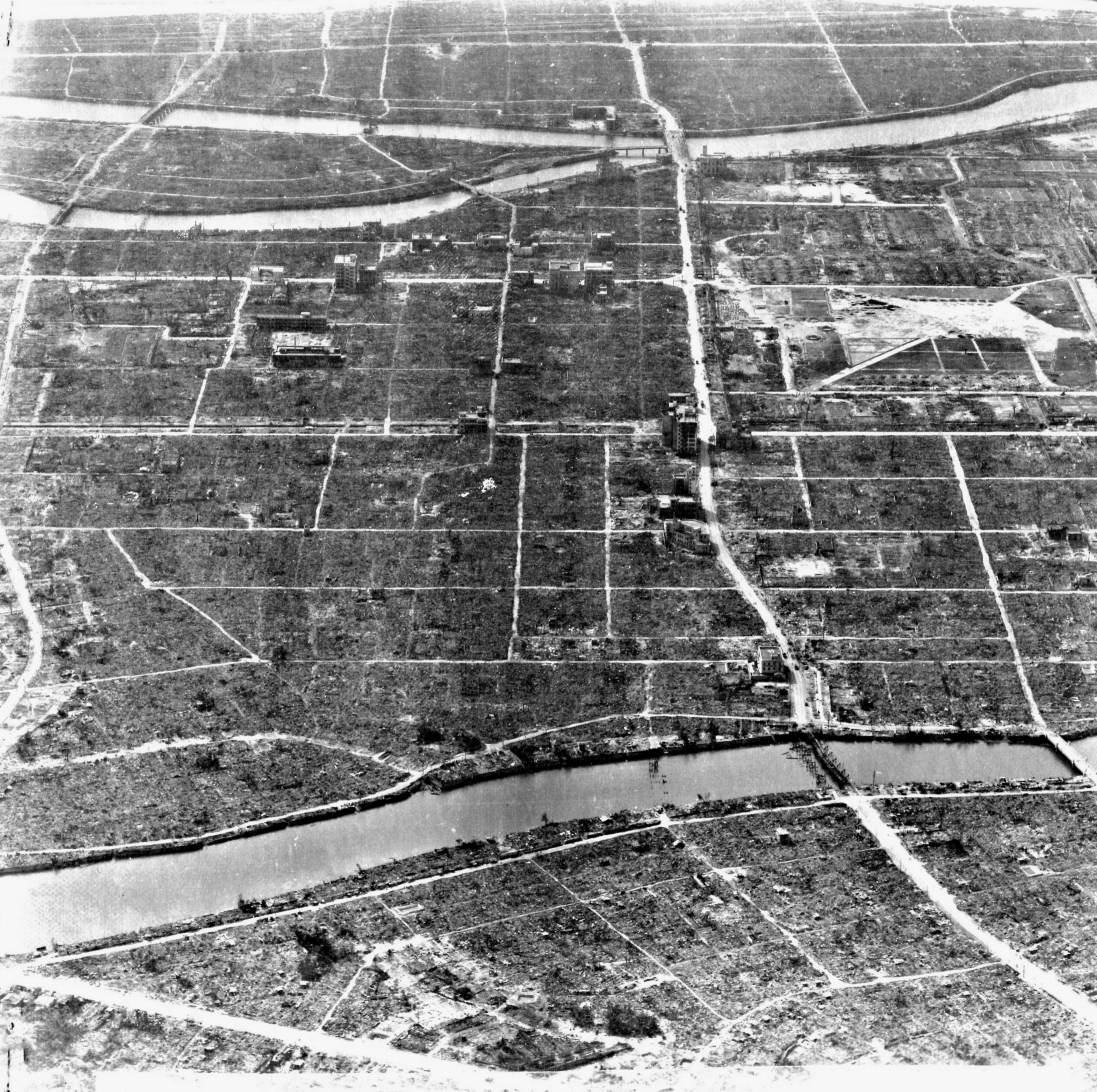
市東部から西方向を撮影。中央部の道が相生通り。上方に相生橋が見える。

### 橋の被害状況

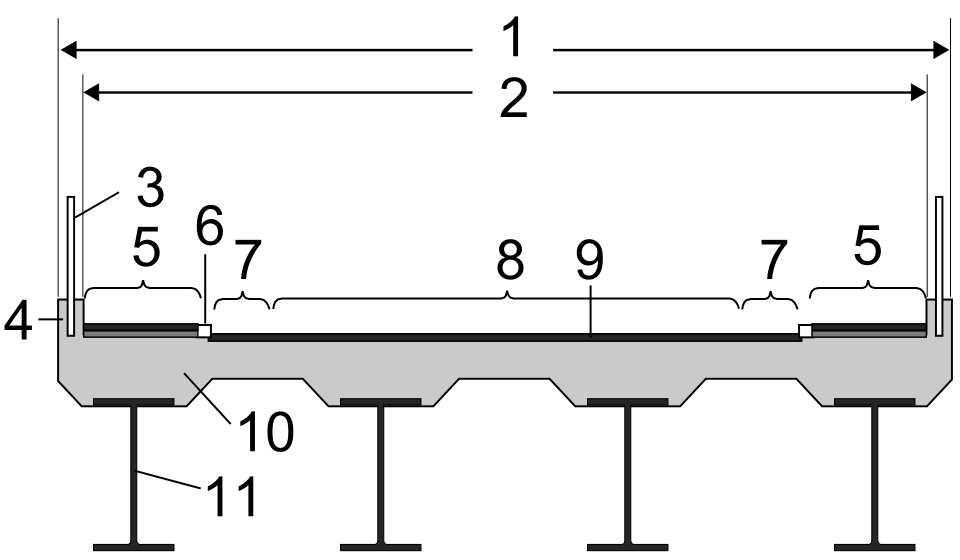
一般的な鈑桁橋の断面。
1.全幅 2.幅員 3.欄干
4.地覆 5.歩道 6.縁石 7.路肩
8.車道 9.舗装 10.床版 11.主桁

#### 原爆被災
その当時市内に架橋されていた主要49橋のうち41橋が残った。その中で唯一この橋だけ、欄干が破壊され川に落下すると同時に鉄筋コンクリート床版が最大で1.5mほど浮き上がって破壊される現象が起きている。そこから今日では、被爆当時発生した衝撃波は橋を上から圧迫しただけでなく、本川の水面に反射し下からも圧迫したため、波打つ挙動となったと考えられている。当然当時の技術者は想定していなかった破壊現象であった。
主な破壊状況は以下のとおり。なお、ほとんどの映像は被爆から約8ヶ月後の1946年春に撮られたものであることに注意。
|      | 併用橋                                                                                       | 併用橋                                                                                       | 併用橋                                                                                       |
| ---- | -------------------------------------------------------------------------------------------- | -------------------------------------------------------------------------------------------- | -------------------------------------------------------------------------------------------- |
| 箇所 | 床版（上流側）                                                                               | 床版（上流側）                                                                               | 床版（上流側）                                                                               |
|      |                                                                                              |                                                                                              |                                                                                              |
| 被害 | 最大で歩道部分は1.2m（1.4mとも）・車道部分は0.4m上流側に移動。歩道部の一部は1.5m浮き上がる。 | 最大で歩道部分は1.2m（1.4mとも）・車道部分は0.4m上流側に移動。歩道部の一部は1.5m浮き上がる。 | 最大で歩道部分は1.2m（1.4mとも）・車道部分は0.4m上流側に移動。歩道部の一部は1.5m浮き上がる。 |

|      | 併用橋                                                                   | 併用橋                                                                   | 併用橋                                                                   |
| ---- | ------------------------------------------------------------------------ | ------------------------------------------------------------------------ | ------------------------------------------------------------------------ |
| 箇所 | 床版（下流側）                                                           | 床版（下流側）                                                           | 床版（下流側）                                                           |
|      |                                                                          |                                                                          |                                                                          |
| 被害 | 歩道部分は最大で0.4m上流側に移動、車道上に落下した。車道部分は移動せず。 | 歩道部分は最大で0.4m上流側に移動、車道上に落下した。車道部分は移動せず。 | 歩道部分は最大で0.4m上流側に移動、車道上に落下した。車道部分は移動せず。 |

|      | 併用橋 | 併用橋 |
| ---- | --- | --- |
| 箇所 | 床版（中央軌道部） | 床版（中央軌道部） |
|      | | |
| 被害 | 主桁上部に定着していたため移動は無かったが、無数の亀裂が発生していた。電車運転再開後は振動により亀裂がさらに進行した。 | 主桁上部に定着していたため移動は無かったが、無数の亀裂が発生していた。電車運転再開後は振動により亀裂がさらに進行した。 |

|      | 併用橋                                                                          | 併用橋                                                                          |
| ---- | ------------------------------------------------------------------------------- | ------------------------------------------------------------------------------- |
| 箇所 | 欄干                                                                            | 欄干                                                                            |
|      |                                                                                 |                                                                                 |
| 被害 | 埋め込まれたI型鋼が"せん断"され、左岸下流側の一部を残して両側共に川に落下した。 | 埋め込まれたI型鋼が"せん断"され、左岸下流側の一部を残して両側共に川に落下した。 |

|      | 併用橋 | 併用橋 | 併用橋 |
| ---- | --- | --- | --- |
| 箇所 | 主桁 | 主桁 | 主桁 |
|      | | | |
| 被害 | 支承のアンカーボルト頭部が上流側にねじ切れており、主桁も動いていたことがわかった。桁自体は中央部分の支点の主桁がS字状に変形したが他はほぼ無事だった。よってその後の復旧工事の際に桁の補修はされていない。 | 支承のアンカーボルト頭部が上流側にねじ切れており、主桁も動いていたことがわかった。桁自体は中央部分の支点の主桁がS字状に変形したが他はほぼ無事だった。よってその後の復旧工事の際に桁の補修はされていない。 | 支承のアンカーボルト頭部が上流側にねじ切れており、主桁も動いていたことがわかった。桁自体は中央部分の支点の主桁がS字状に変形したが他はほぼ無事だった。よってその後の復旧工事の際に桁の補修はされていない。 |

|      | 連絡橋 | 連絡橋 | 下部工・護岸 |
| ---- | --- | --- | --- |
|      | | | |
| 被害 | 広島市公式の原爆戦災誌 1971および土木学会誌 1950共に破壊状況が記述されていないことや、記録映像や米国戦略爆撃調査団の写真より、欄干は併用橋と同様に川に落下したものの、それは顕著な被害は不明。 | 広島市公式の原爆戦災誌 1971および土木学会誌 1950共に破壊状況が記述されていないことや、記録映像や米国戦略爆撃調査団の写真より、欄干は併用橋と同様に川に落下したものの、それは顕著な被害は不明。 | 併用橋と連絡橋の2つが乗る中央の橋脚の上部に亀裂が生じたが橋脚全体では被害はほとんどなく、この付近のみ間知石積の護岸が6箇所崩壊したものの橋台も被害はなかった。 |

併用橋の床版が車道部と歩道部でおのおの浮き上がったのは、この橋が爆心地から近距離だったことに加え当時の橋の構造に原因がある。これは床版の橋軸直角方向（主桁に対して直角方向）の鉄筋が軌道と車道および歩道の境界部分で分断されており床版それぞれが独立していたため、衝撃波による外圧がかかった際に縦方向におのおの別個に破断したと考えられている。
なお、相生橋床版の被害状況（上流側のほうが被害大）、下記表の橋梁被害状況、すぐ北側にあった広島護国神社の鳥居扁額の状況（相生通り側は吹き飛ばされず無傷）など、衝撃波による被害は真上から圧力がかかる爆心下より少し離れた位置のほうが大きくなっている。

#### 台風被災
当時、爆心地近くには6つ（架橋中も含めると7つ）橋梁があった。これらは、同年8月原爆被災、同年9月大型の枕崎台風、同年10月小型ながら枕崎と同コースを通った阿久根台風と、立て続けに災害にあった。被災の概略は以下のとおり。
| 上のジオラマを西北西方向から撮影。相生橋分岐から上に流れるのが元安川で、上流から元安橋・新橋・万代橋・明治橋・南大橋。分岐から下が本川で、上流から本川橋（ここでは落橋表現）・新大橋・住吉橋。左の鉄道橋下流が三篠橋。 |                      |      |        |            |            |              |
| 橋名 | 爆心地から の距離(m) | 種類 | 河川名 | 落橋状況   | 落橋状況   | 備考         |
| 橋名 | 爆心地から の距離(m) | 種類 | 河川名 | 原爆       | 台風       | 備考         |
| 元安橋 | 130                  | 鋼橋 | 元安川 | ○ 落橋せず | ○ 落橋せず |              |
| 相生橋 | 300                  | 鋼橋 | 本川   | △ 上記     | ○ 落橋せず | T字橋        |
| 本川橋 | 410                  | 鋼橋 | 本川   | × ほぼ落橋 | -          |              |
| 新橋 （仮新橋） | 450 （470）          | 木橋 | 元安川 | × 共に焼失 | -          | 現平和大橋   |
| 新大橋 | 620                  | RC橋 | 本川   | ○ 落橋せず | × 落橋     | 現西平和大橋 |
| 万代橋 | 880                  | 鋼橋 | 元安川 | ○ 落橋せず | ○ 落橋せず |              |

なお当時の市内主要橋梁のうち、8月の原爆で落橋したケースの殆どは熱線により発生した火災による木橋の消失であり、むしろ9月10月の台風に伴う水害により落橋したケースのほうが多かった。この一連の台風災害により本川下流側の本川橋・新大橋・住吉橋がすべて落橋し、一時は本川最下流部の橋となってしまった。

### 復旧工事

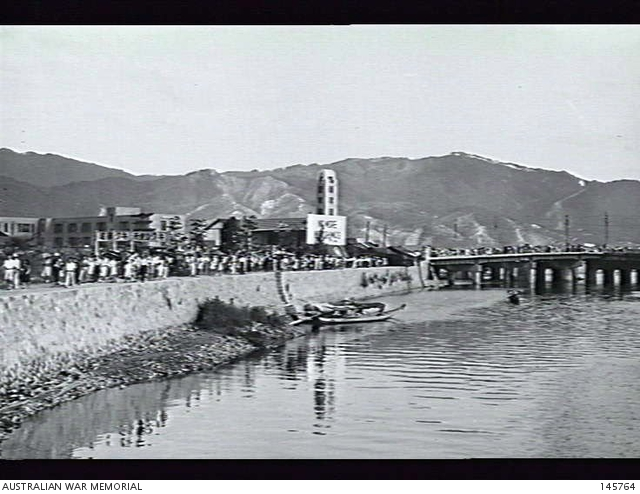
1948年広島平和祭。右手の橋が相生橋。
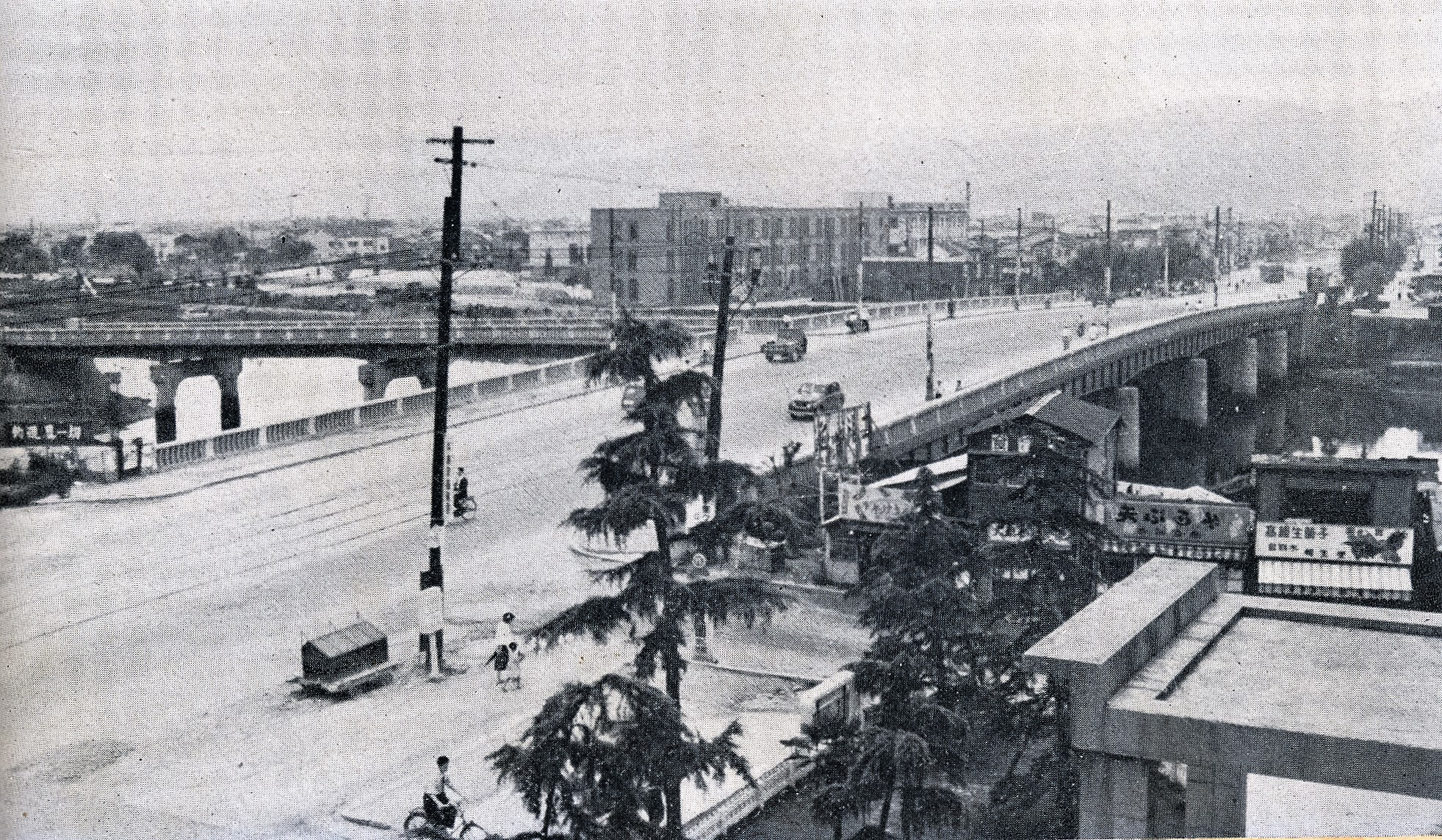
復旧後の相生橋。1950年代。

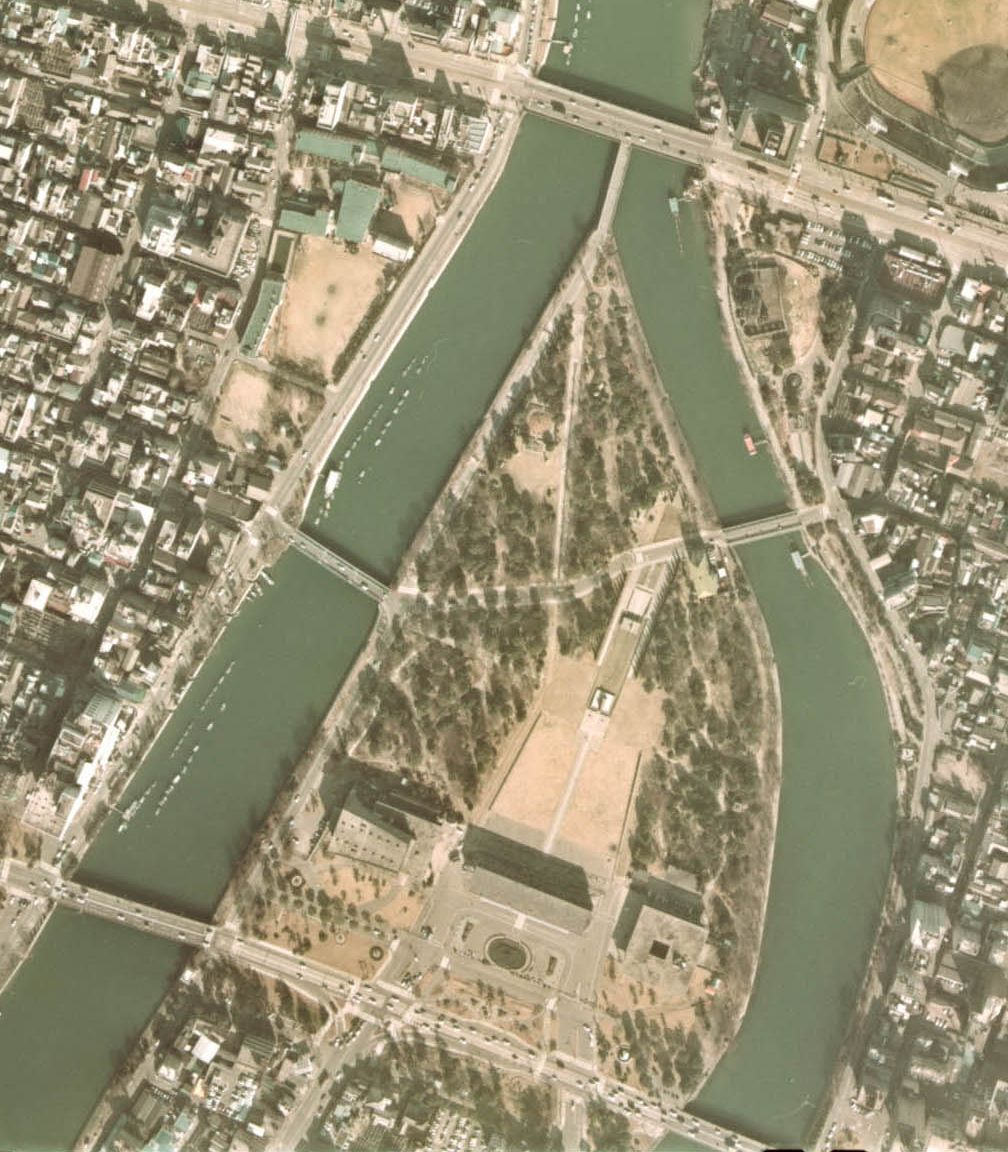
1974年の平和公園周辺。戦後に補修された相生橋。

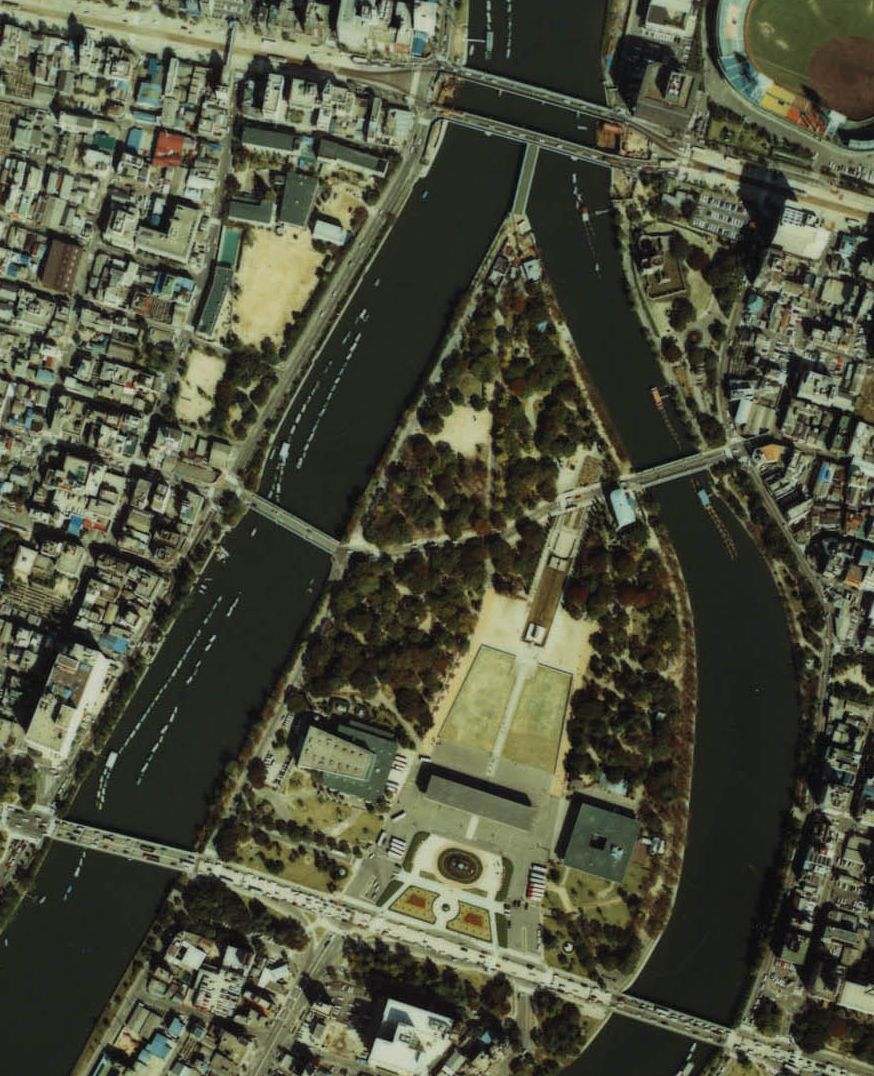
1981年の平和公園周辺。架け替え工事中。

この橋は市内有数の交通の要地であったことから早急に復旧を開始、1945年9月7日には広電本線が八丁堀から己斐間まで再開したため、広電を通しながらの工事が行われた。施工手順は以下のとおり。
1. 下流側車道に仮設の単線軌道を敷設、電車と歩行者を下流側で通行させ、車は全面通行止め[21]。
2. 上流側歩車道および既存複線軌道を撤去、鉄筋コンクリート床版を新規施工し、複線軌道を新規敷設[21]。
3. 電車を全面開通、歩行者は上流側歩道で通行させ、車は全面通行止め[21]。
4. 下流側の仮設単線軌道を撤去、残り下流側歩車道の鉄筋コンクリート床版を新規施工[21]。

「原爆と平和」を象徴する橋として市民から要望されたことに加え、"原爆記念保存物"として観光利用も期待されていたこともあり、欄干や親柱に原爆死没者慰霊碑にも用いられた庵治石（香川県木田郡産花崗岩）が採用されるなど復旧費用がかさみ、事業費は跳ね上がった。工事は戦災都市復興事業の一つとして国庫補助事業で行われ、1949年（昭和24年）に全面復旧した。補修総事業費は当時で530万円。
これと並行して1952年（昭和27年）広島市により"広島平和記念都市建設計画"が立てられ、南側の中島町から原爆ドーム一帯を広島平和記念公園として整備されていった。

### 現代
道路法施行に伴い、1953年（昭和28年）二級国道182号広島松江線に、1963年（昭和38年）一級国道54号に昇格、1965年（昭和40年）道路法改正に伴い一般国道54号の橋梁となった。また1977年（昭和52年）から国の太田川高潮対策事業に伴い周辺の護岸整備が始まった。
その後交通量の増大と老朽化を理由に架け替えが決定し、1978年（昭和53年）起工した。旧併用橋の上下流部に仮橋を設置して旧橋を撤去し新橋を架設、最後に連絡橋を架設し一体化した。周辺の景観と調和するよう配慮され、親柱・欄干は御影石が採用され、広電の架線柱がT字型のセンターポールに変更されている。1983年（昭和58年）相生橋は再開通した。総事業費約48億円。
1996年（平成8年）原爆ドームは世界遺産に登録された。後に広島市は条例"平和記念施設保存・整備方針"を制定し、平和公園一帯をそのバッファーゾーンとして区分し周辺環境を保全している。これに相生橋全域が含まれている。
2008年（平成20年）、道路管理者が国土交通省から市に移管され、国道54号から国道183号に変更された。

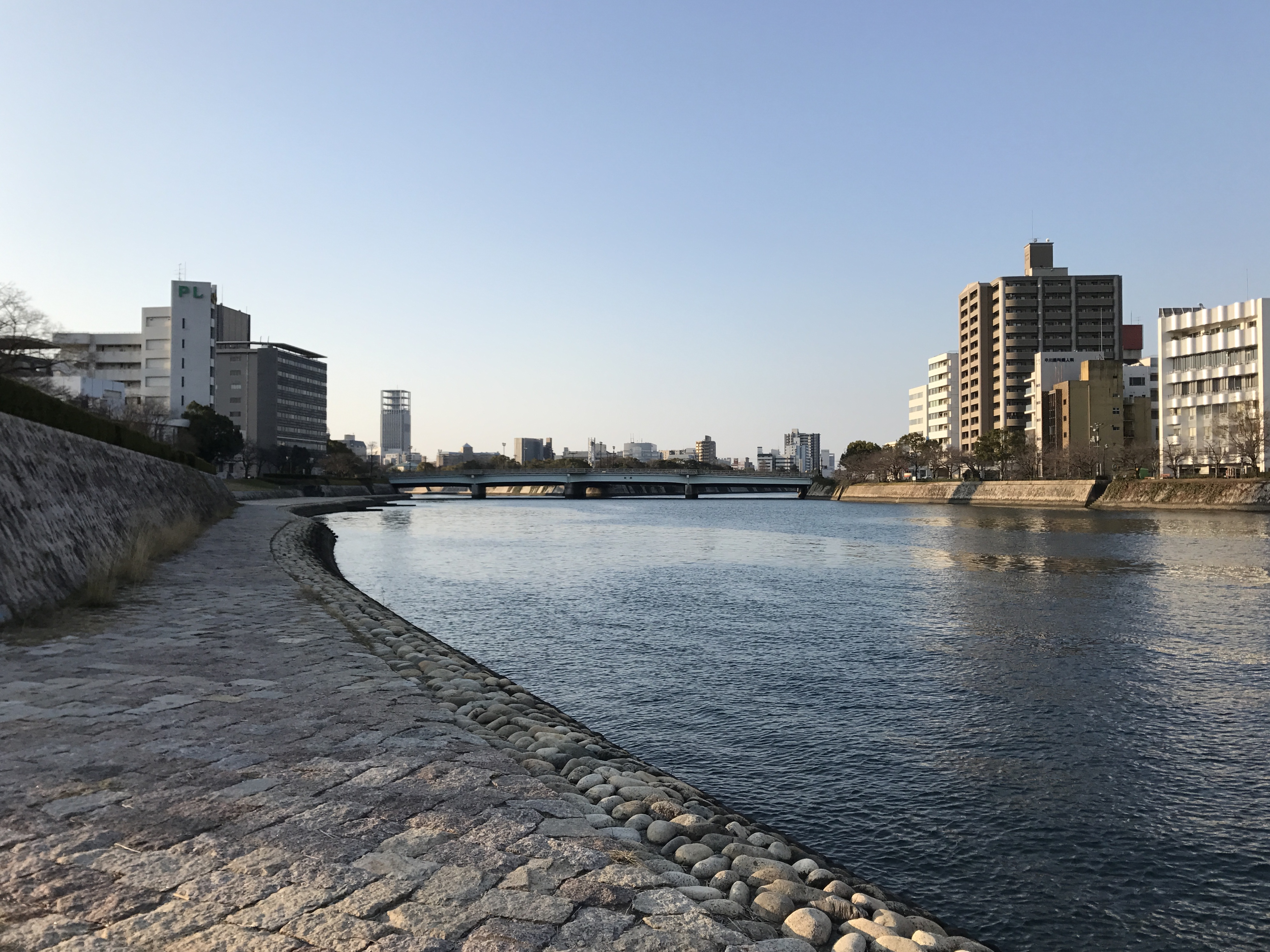
上流側からみた相生橋
- 2013年

## 親柱/橋碑/欄干
親柱が3つ現存している。
- 初代：原爆ドーム横の初代の木橋が架けられた場所に初代親柱と旧相生橋碑が建立されている。初代親柱は1878年架橋の際に建立、初代の木橋はここから慈仙寺鼻に向かってまっすぐ架けられた。旧相生橋碑は木橋が完全撤去された1940年建立[61]。旧相生橋碑のみが被爆遺構であり[61]、一時は紛失したが見つかり現在位置に戻された。
- 2代：1932年架橋時に設置。被爆の痕跡が残っている。1983年現橋架替時に中島町慈仙寺鼻に移設された[62]。
- 3代 : 1949年修復時に設置。1983年架替時に橋名板のみ取り外され、原爆ドーム横の現親柱の下流側には「橋銘板碑」として置かれている。
- 4代（現在）：1983年架替時に設置。橋名は灘尾弘吉の揮毫。半球部分は原爆ドームをモチーフに「平和を支える市民の力」を、手摺部分は「人々の連帯」をイメージしてデザインされた[63]。

橋の歴史を刻んだ説明板も設置されている。更にその南にはこの近所（旧・猿楽町、現在の紙屋町2丁目）で生まれた鈴木三重吉の「鈴木三重吉文学碑」が置かれている。下流側は赤い鳥の表紙を模し、上流側は三重吉直筆の詩が刻まれている。

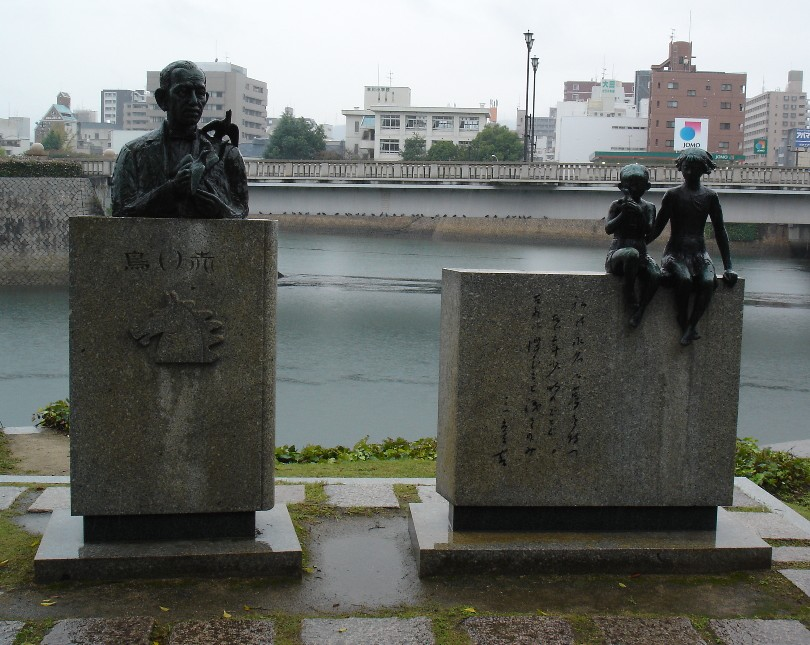
鈴木三重吉文学碑。
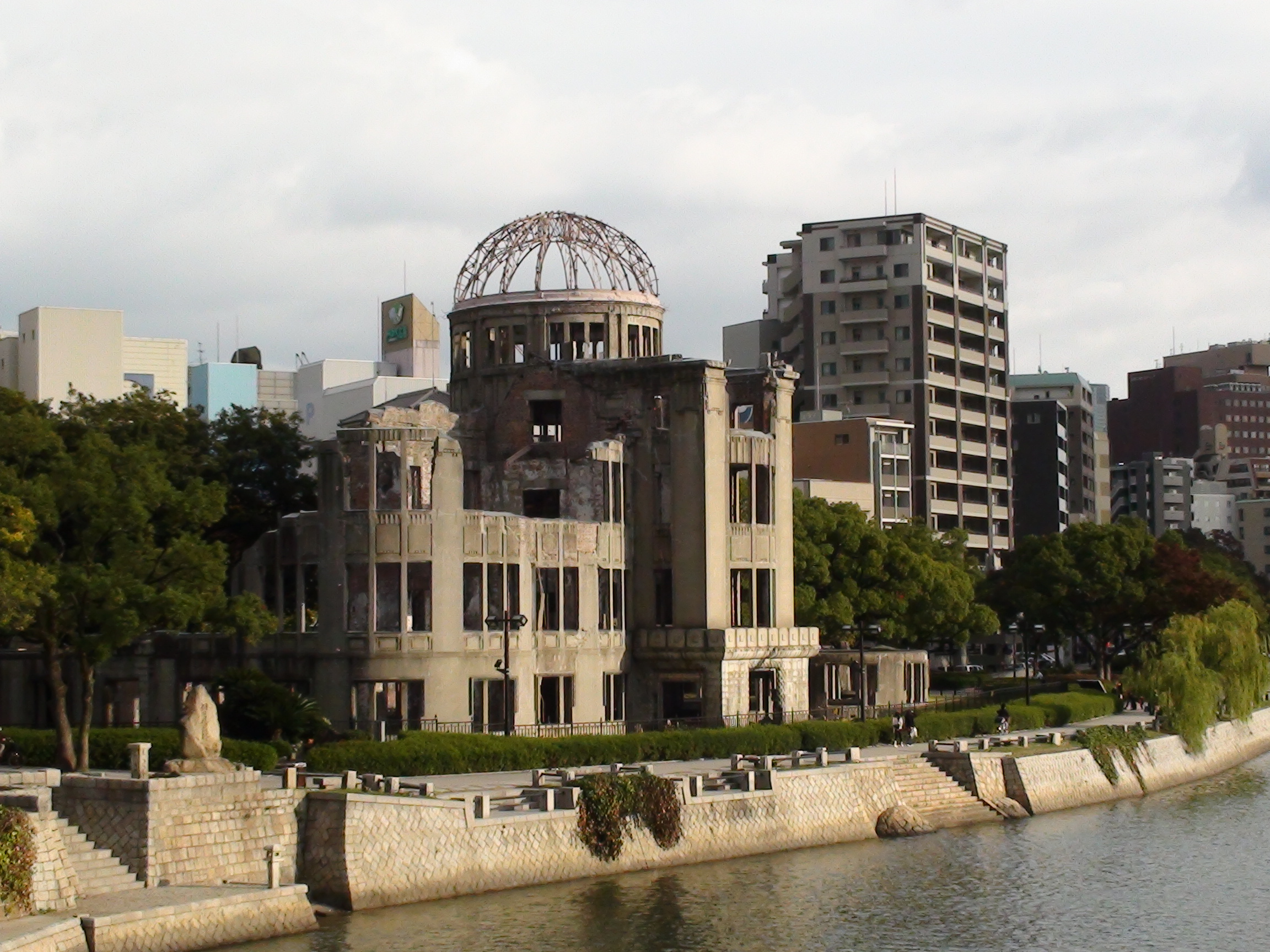
相生橋上からの元安川下流。原爆ドーム左下に初代親柱と旧相生橋碑が見える。
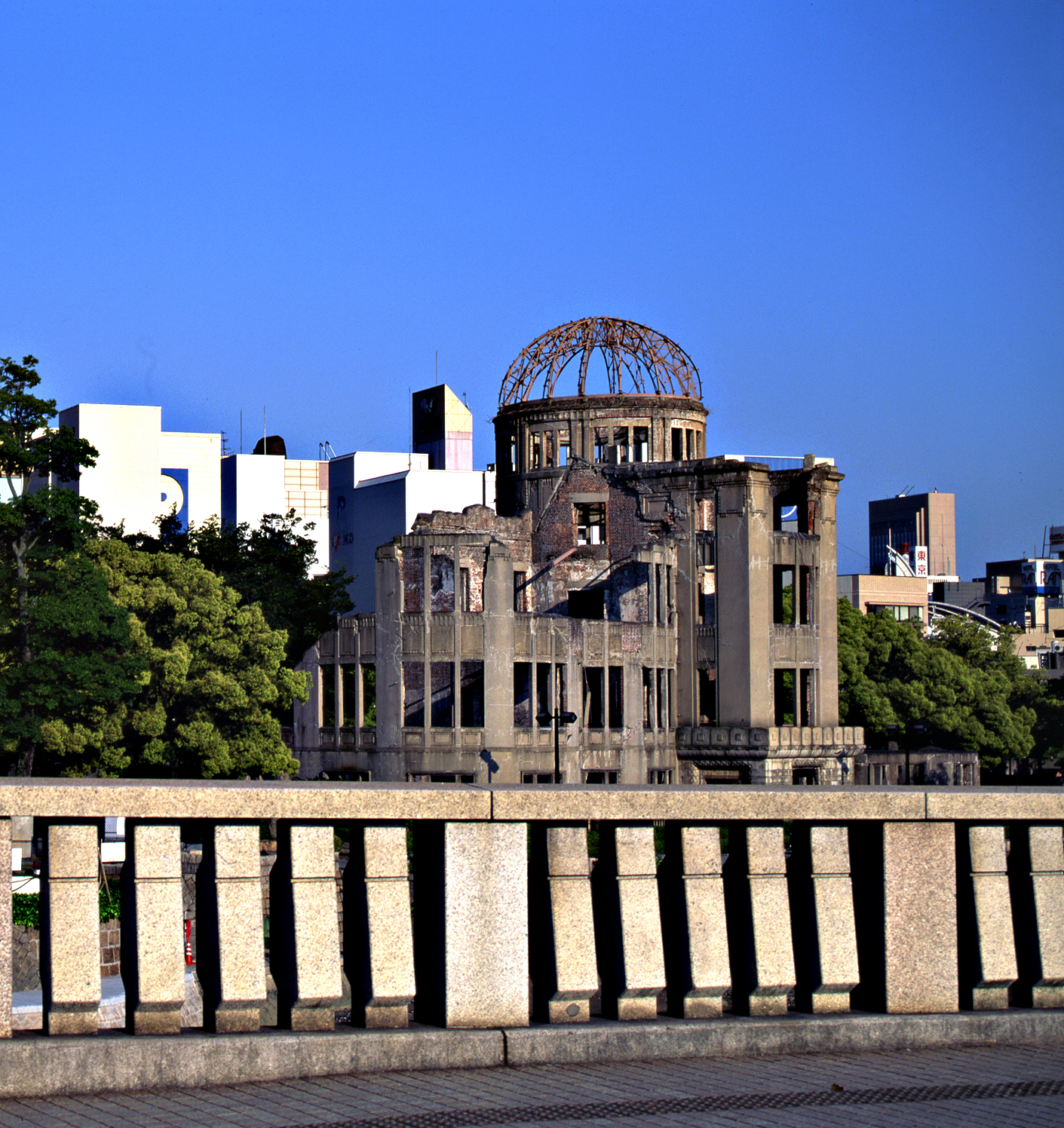
連絡橋の欄干と原爆ドーム。

## 周辺

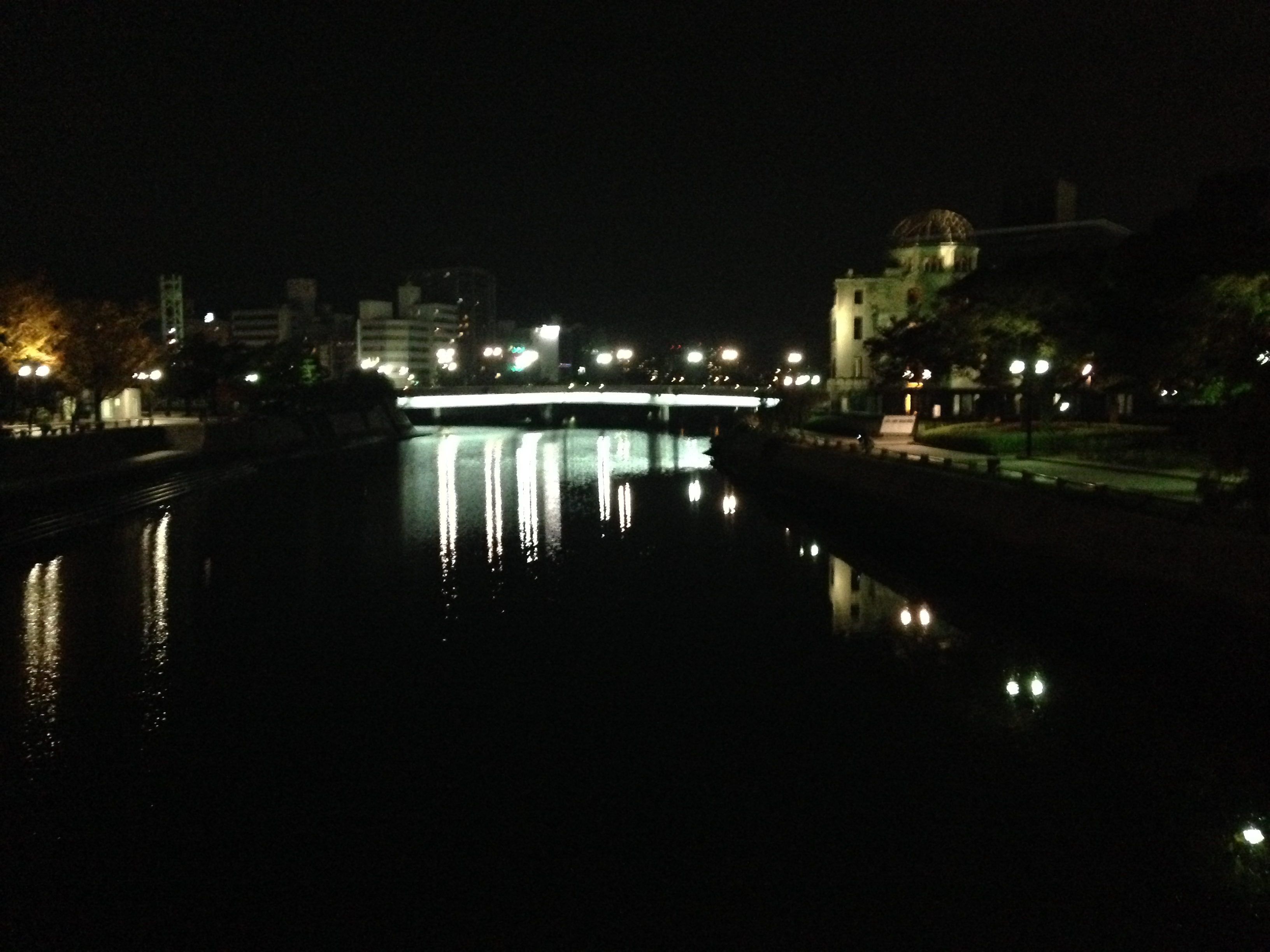
夜間

東詰に原爆ドーム・広島商工会議所・広島市中央公園・広電原爆ドーム前停留場などがある。護岸整備されており、こちら側のみ橋の下をアンダーパスで歩いて通れる。上流側は市民球場跡地再開発に伴い、再整備が予定されている。
西詰に広島市立本川小学校・広電本川町停留場などがある。南詰は広島平和記念公園へと続く。
元安川下流側に元安桟橋（河川遊覧船乗り場）があり、船でこの橋の下を通る遊覧コースがある。

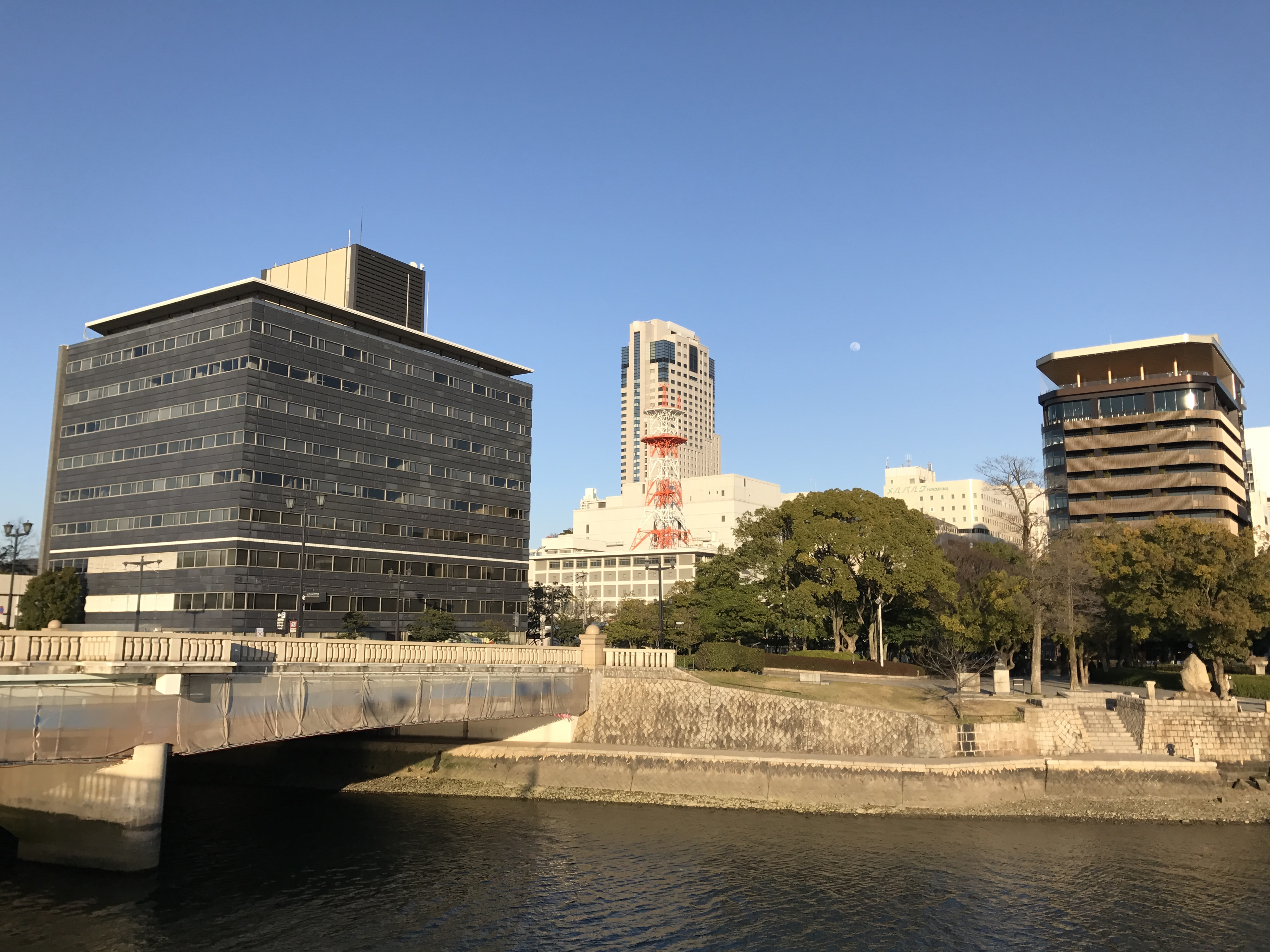
左岸側（東側）
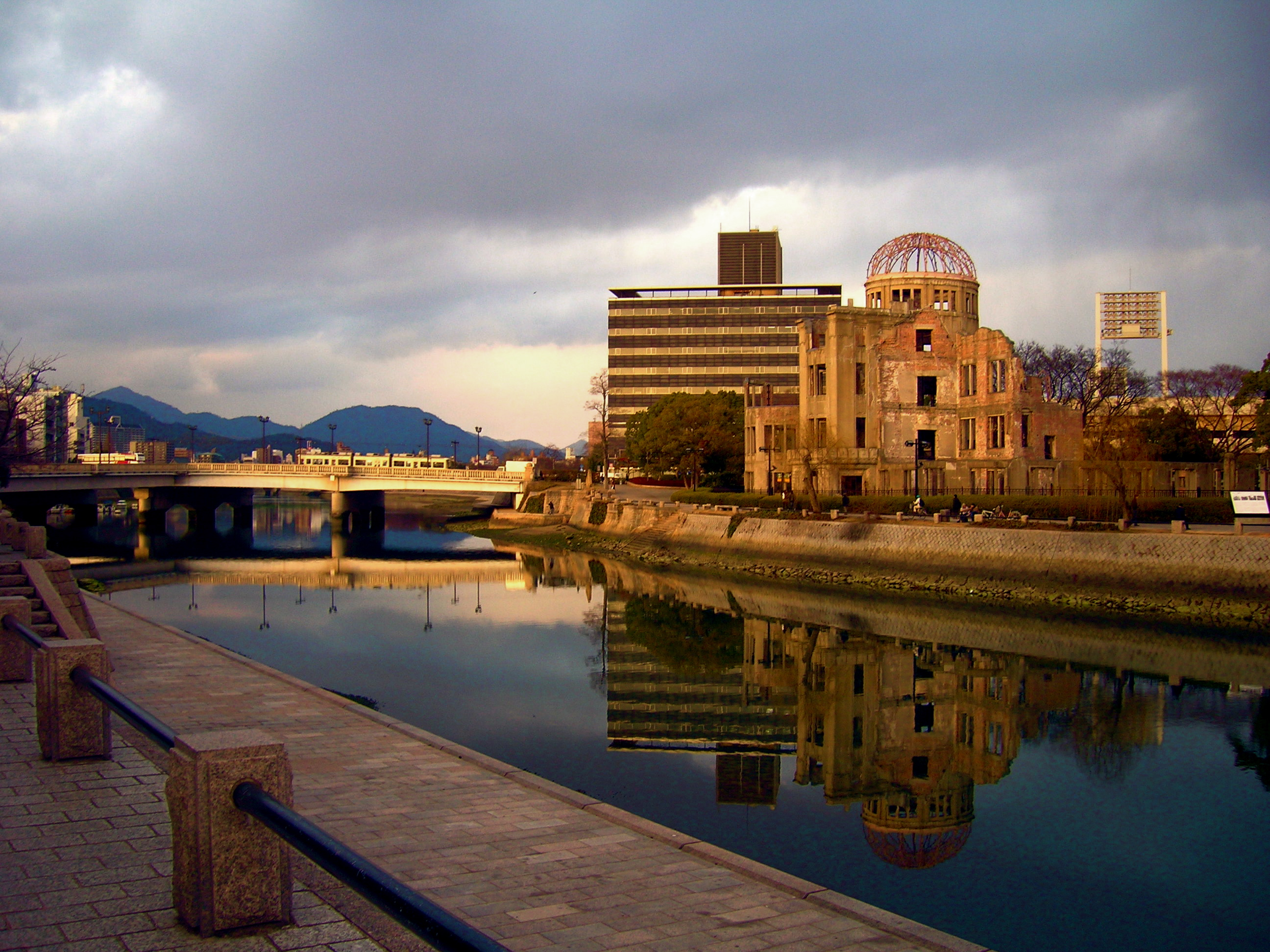
夕焼けの相生橋と原爆ドーム（2008年）。
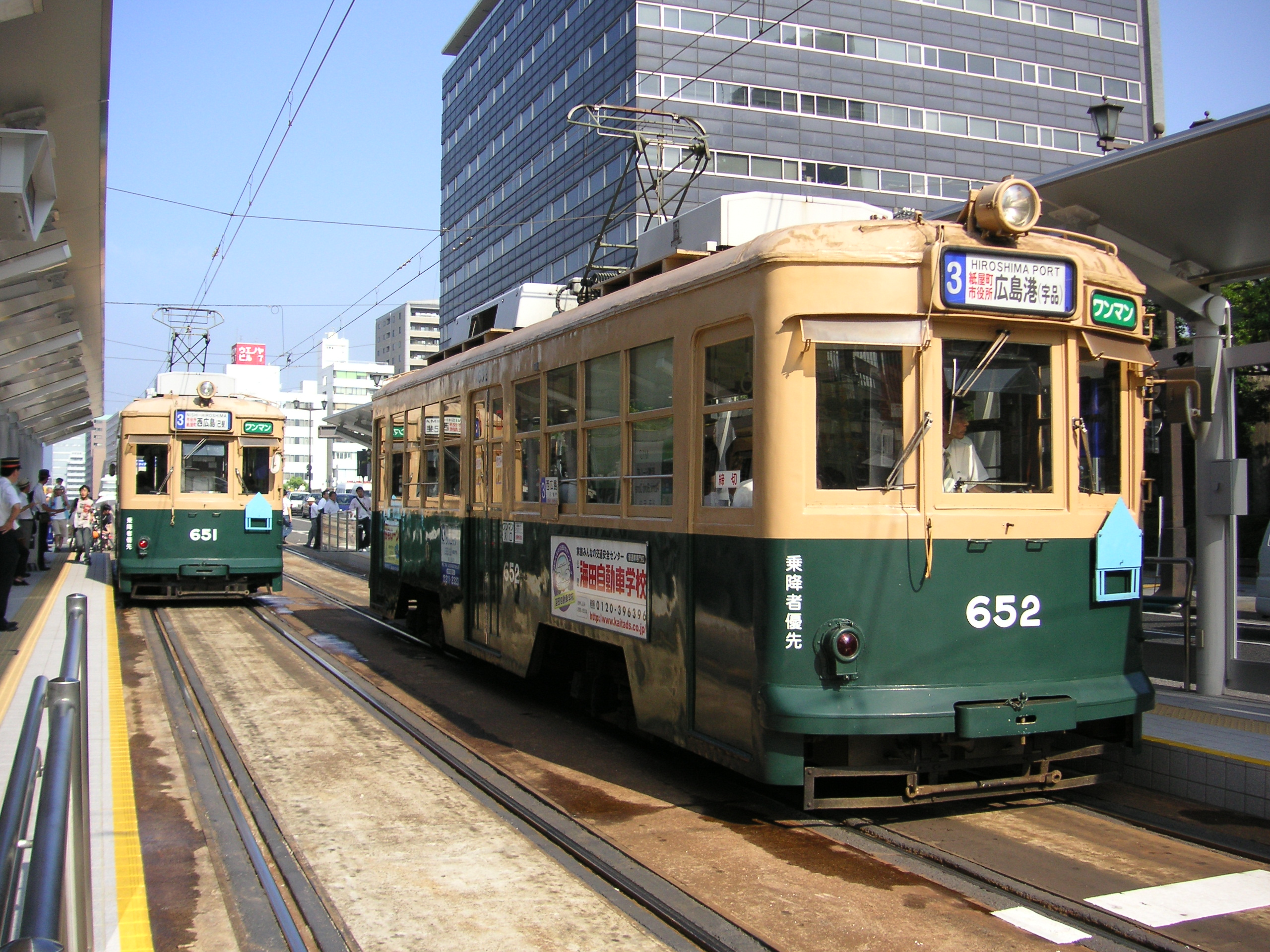
原子爆弾の被害に遭った被爆電車650形と原爆ドーム前停留場
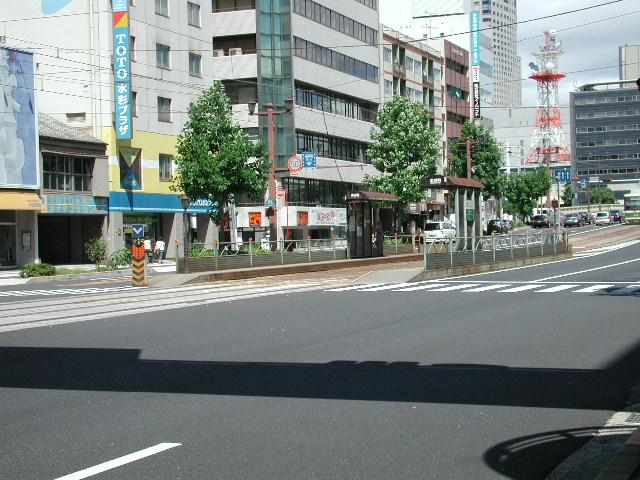
本川町停留場。
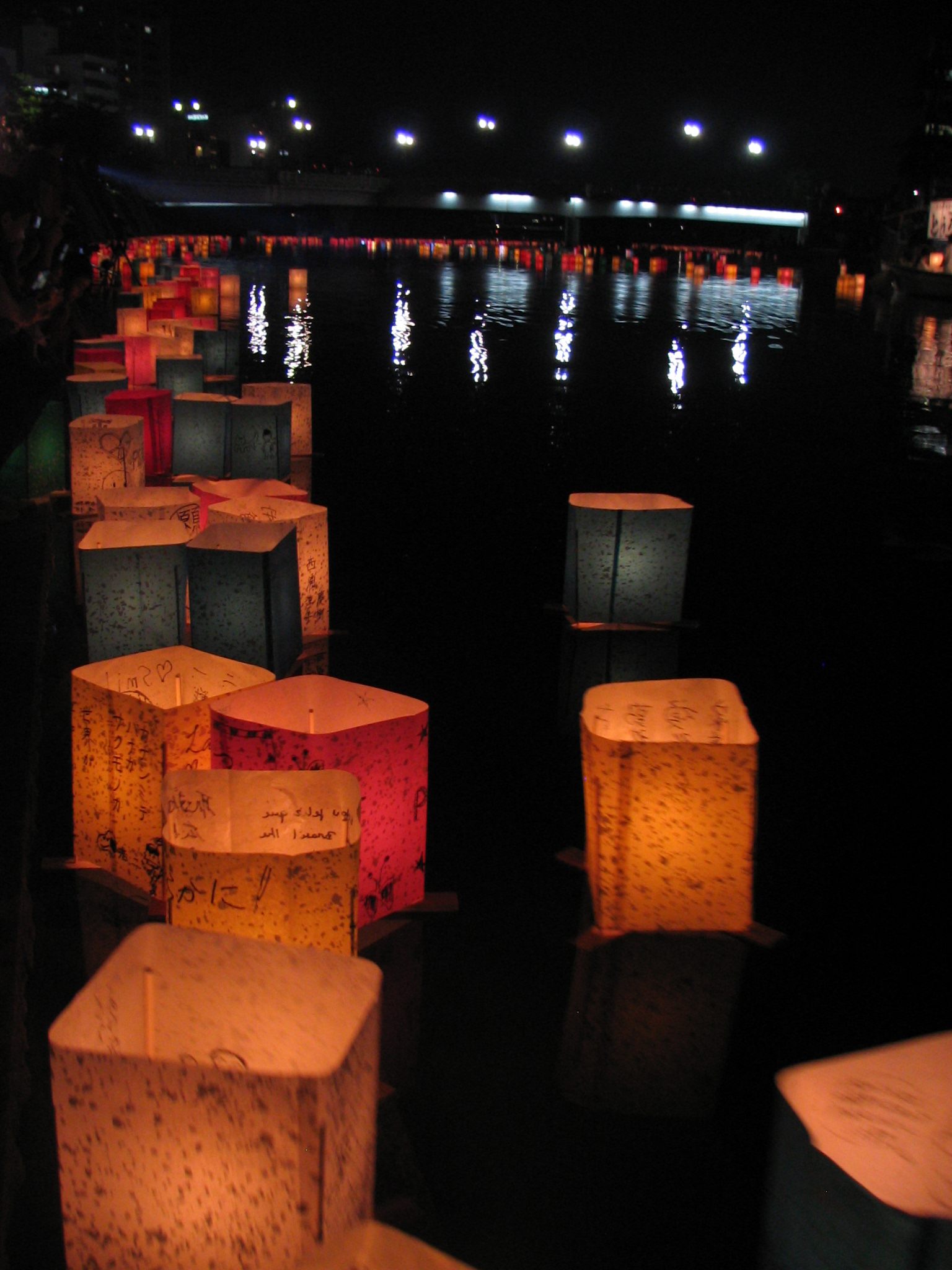
元安川下流側から北を撮影した灯篭流し。奥が相生橋。

## 関連情報

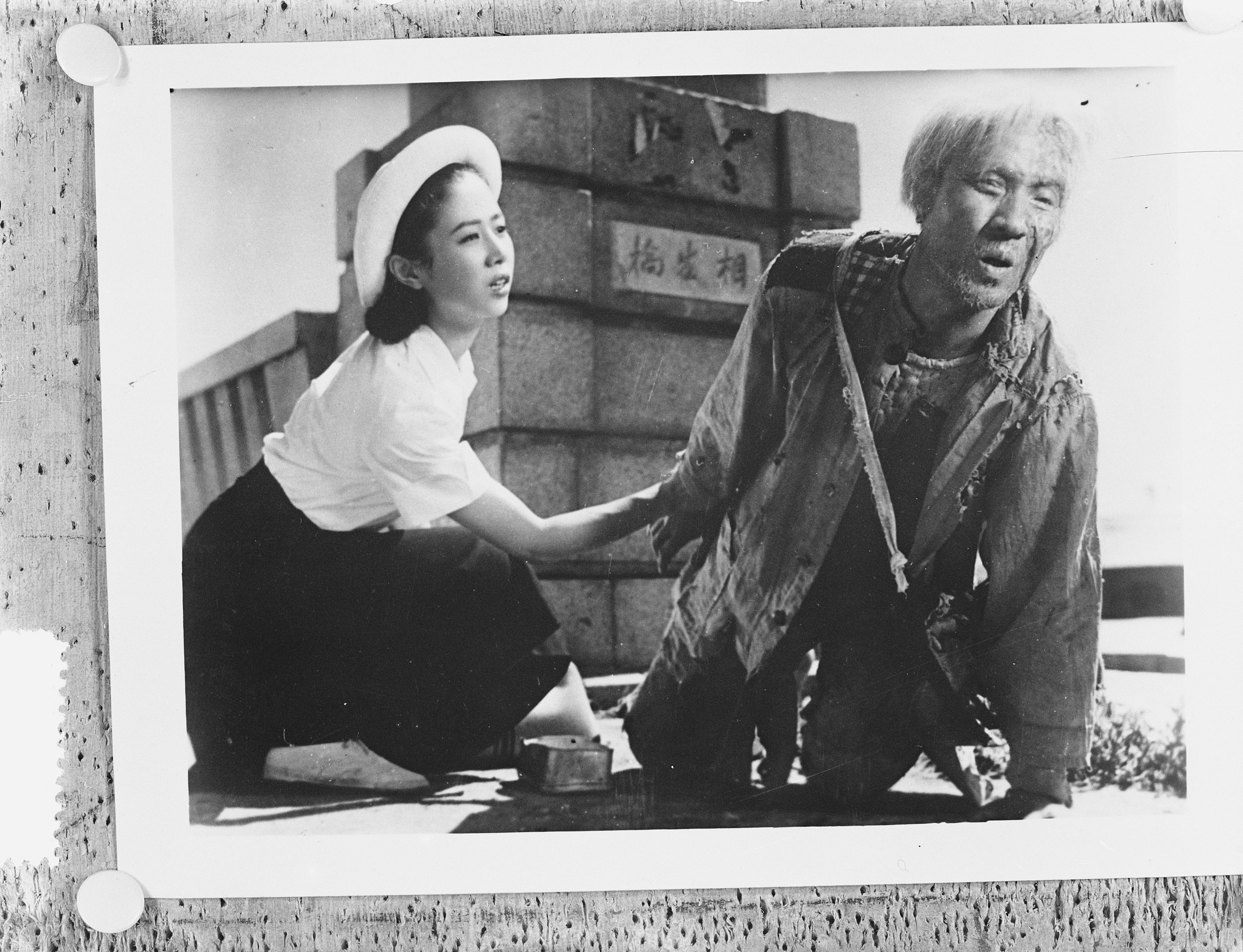
『原爆の子』（1952年）乙羽信子と滝沢修。背後に親柱（二代目）が映っている。

広島原爆関連作品に数多く登場する。特にこの橋をテーマとした作品を列挙する。
楽曲
- 『相生橋で』 庄野真代、作詞:田村和男 /補作詞:石本美由起 /作曲:庄野真代 /編曲:小野崎孝輔 - 第6回広島平和音楽祭ゴールデン・メイプル賞。
- 『相生橋』 瀬川瑛子、作詞: 星野哲郎 /作曲: 船村徹